# St. Johannes (Dingolfing)

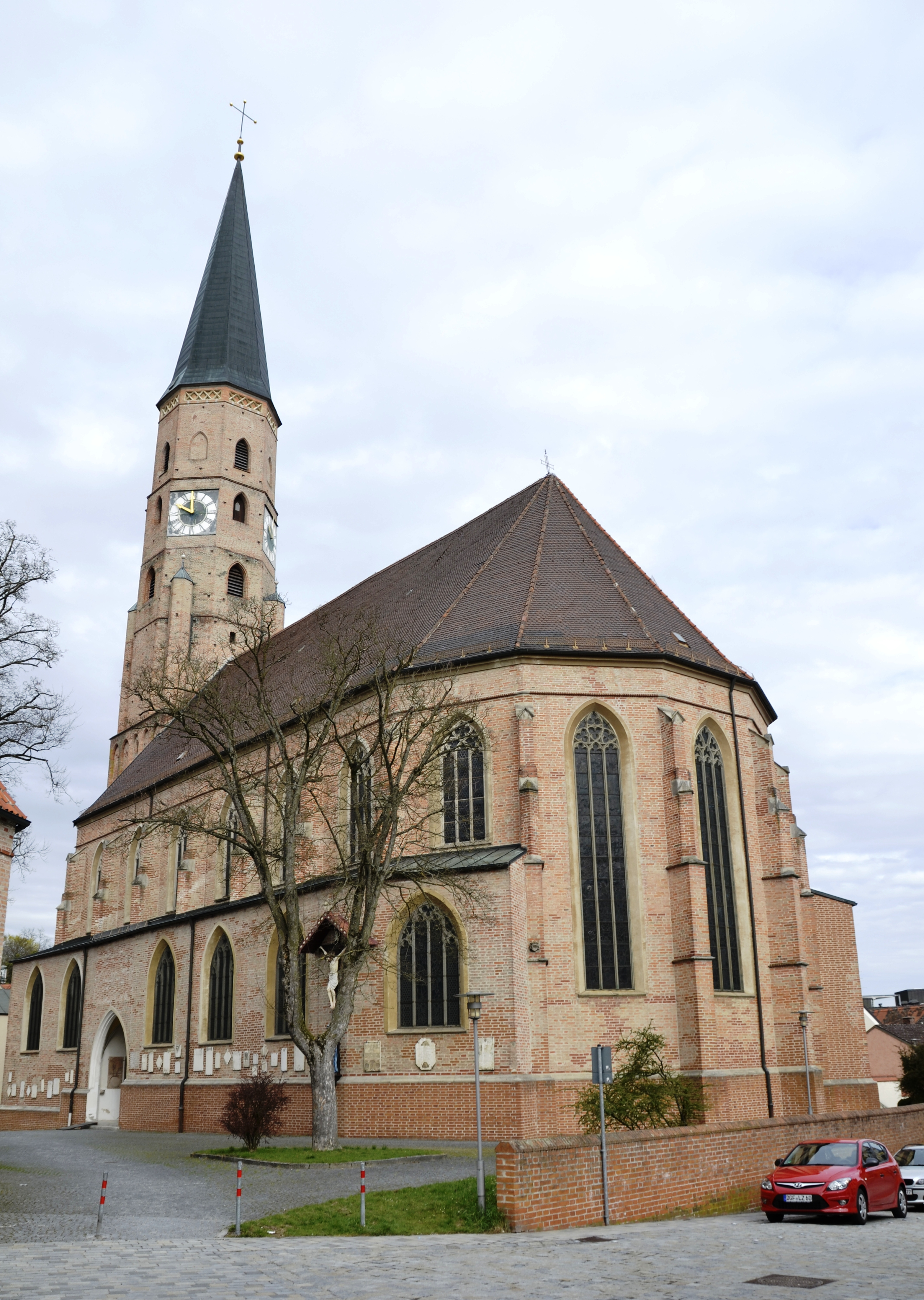
Choransicht von Südosten (2012)

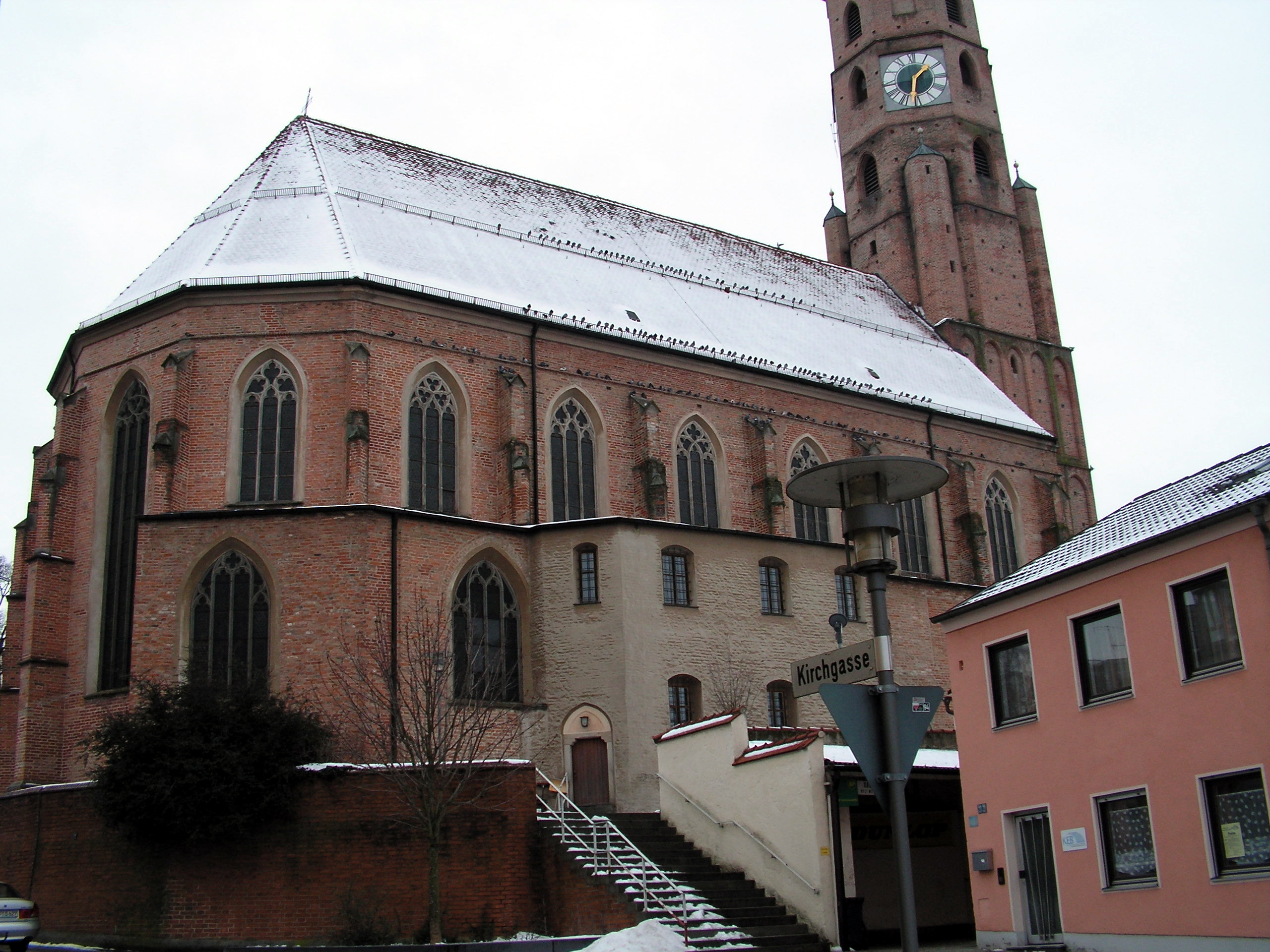
Außenansicht von Nordosten (2006)

Die Stadtpfarrkirche St. Johannes ist eines der Wahrzeichen der niederbayerischen Stadt Dingolfing. Der stattliche, unverputzte Backsteinbau mit seinem rund 83 Meter hohen Turm zählt zu den bedeutendsten spätgotischen Kirchenbauten Bayerns. Wenngleich die Baumeister unbekannt sind, so kann die Hallenkirche doch der Landshuter Bauhütte zugerechnet werden und steht somit in der architektonischen Tradition des Hans von Burghausen und des Hans Stethaimer. Die Kirchenpatrone sind Johannes der Täufer (Gedenktag: 24. Juni) als Hauptpatron und der Evangelist Johannes (Gedenktag: 27. Dezember) als Nebenpatron.

## Lage

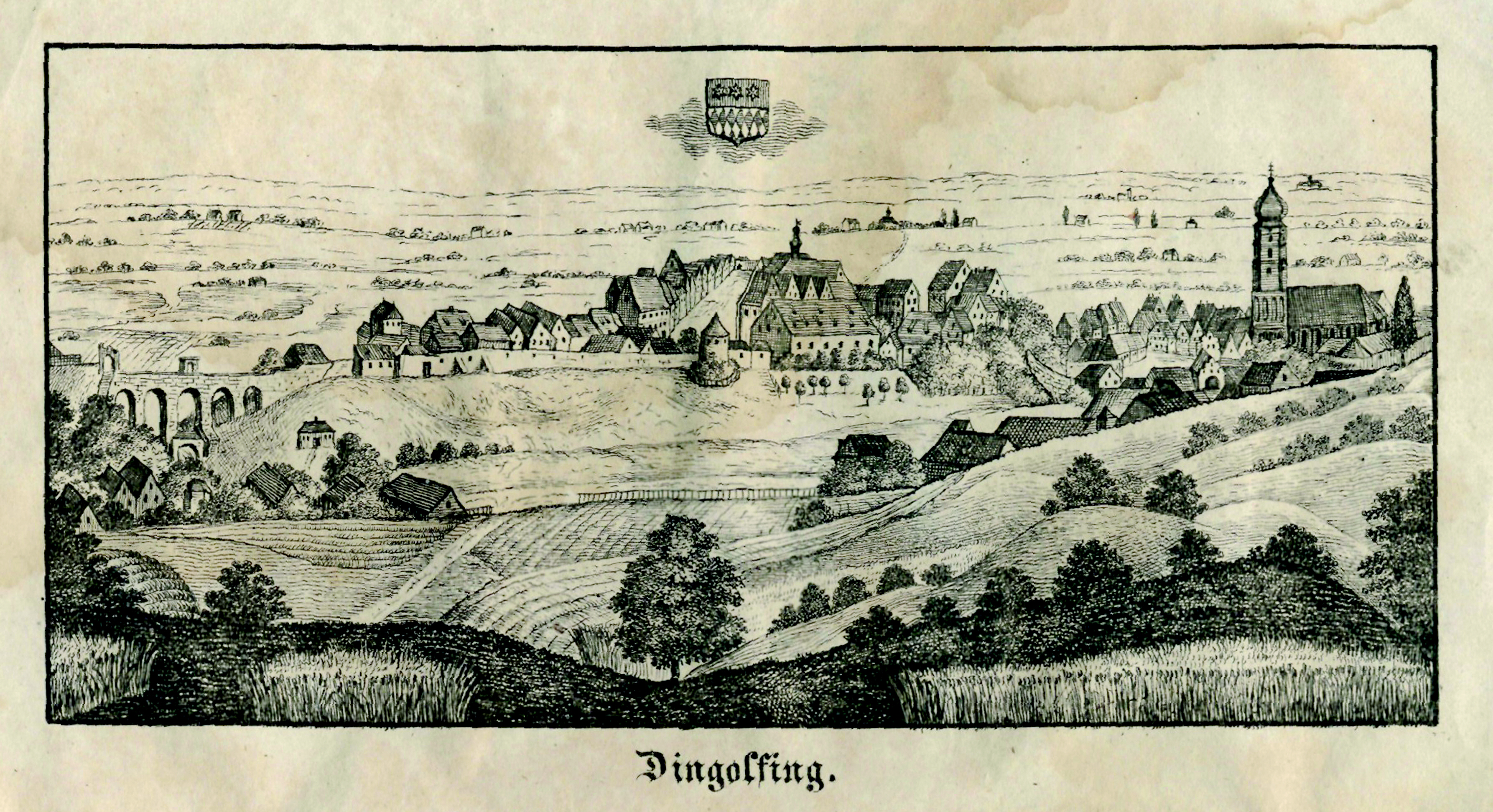
Ansicht der Stadt Dingolfing von Südosten, um 1840. Gut erkennbar ist die eher dezentrale Lage der Pfarrkirche in der Unteren Stadt

Die Kirche liegt auf einer hochwassergeschützten terrassenartigen Erhebung rechts der Isar und damit in der Unteren Stadt, wo sich zunächst der Bischof von Regensburg zu behaupten versuchte. Dahingegen wurde die auf einem Bergsporn gelegene Oberstadt von den Wittelsbachern und damit von der weltlichen Herrschaft gegründet, die sich im 13. Jahrhundert auch die Untere Stadt aneigneten. Auch innerhalb dieser Unteren Stadt liegt die Stadtpfarrkirche dezentral, nämlich etwas abseits der historischen Bebauung auf einer kleinen Anhöhe.

## Geschichte

### Vorgeschichte
Den ersten Nachweis christlichen Lebens in Dingolfing stellt die Kirchensynode des Agilolfinger Stammesherzogs Tassilo III. in den Jahren 769/70 oder 776/77 dar. Der Tagungsort kann heute aufgrund archäologischer Befunde eindeutig dem jetzigen Standort der Stadtpfarrkirche zugeordnet werden. Wahrscheinlich befand sich an der Stelle bereits zur damaligen Zeit eine Pfarrkirche. Diese Annahme wird durch eine Urkunde aus dem Jahr 833 bestätigt, in der man einen königlichen Hof, der Tingulvinga genannt wird, gegenüber einer Kirche lokalisiert. Grabungen im Chorbereich aus dem Jahr 1974 haben diese Vorgängerkirche, eine kleine Holzkirche aus dem 8./9. Jahrhundert archäologisch nachgewiesen. Definitiv nachgewiesen ist die Existenz einer Pfarrkirche jedoch erstmals im Zusammenhang mit der zweiten Dingolfinger Synode im Jahr 932, zu der Herzog Arnulf II. insgesamt 117 bedeutende Persönlichkeiten geladen hatte.
Auch das Patrozinium der Kirche verweist auf eine frühe Bedeutung als Taufkirche für einen größeren Umkreis. Geht man von einer Existenz bereits um das Jahr 800 aus, darf St. Johannes in Dingolfing zu den ältesten Taufkirchen Bayerns gerechnet werden. Wahrscheinlich wurde das Sakrament der Taufe jedoch nicht in der Pfarrkirche selbst gespendet, sondern vielmehr in einer Taufkapelle in der näheren Umgebung. Diese befand sich möglicherweise an der Stelle der heutigen Schusterkapelle. Durch weitere Bodenbefunde aus dem Jahr 1974 ist gesichert, dass um die Mitte des 13. Jahrhunderts an gleicher Stelle ein romanischer Bau in basilikaler Form errichtet wurde. Dieser besaß mit 32 Metern Länge und 8,5 Metern Mittelschiffbreite nahezu die Ausmaße der heutigen Kirche.

### Baugeschichte

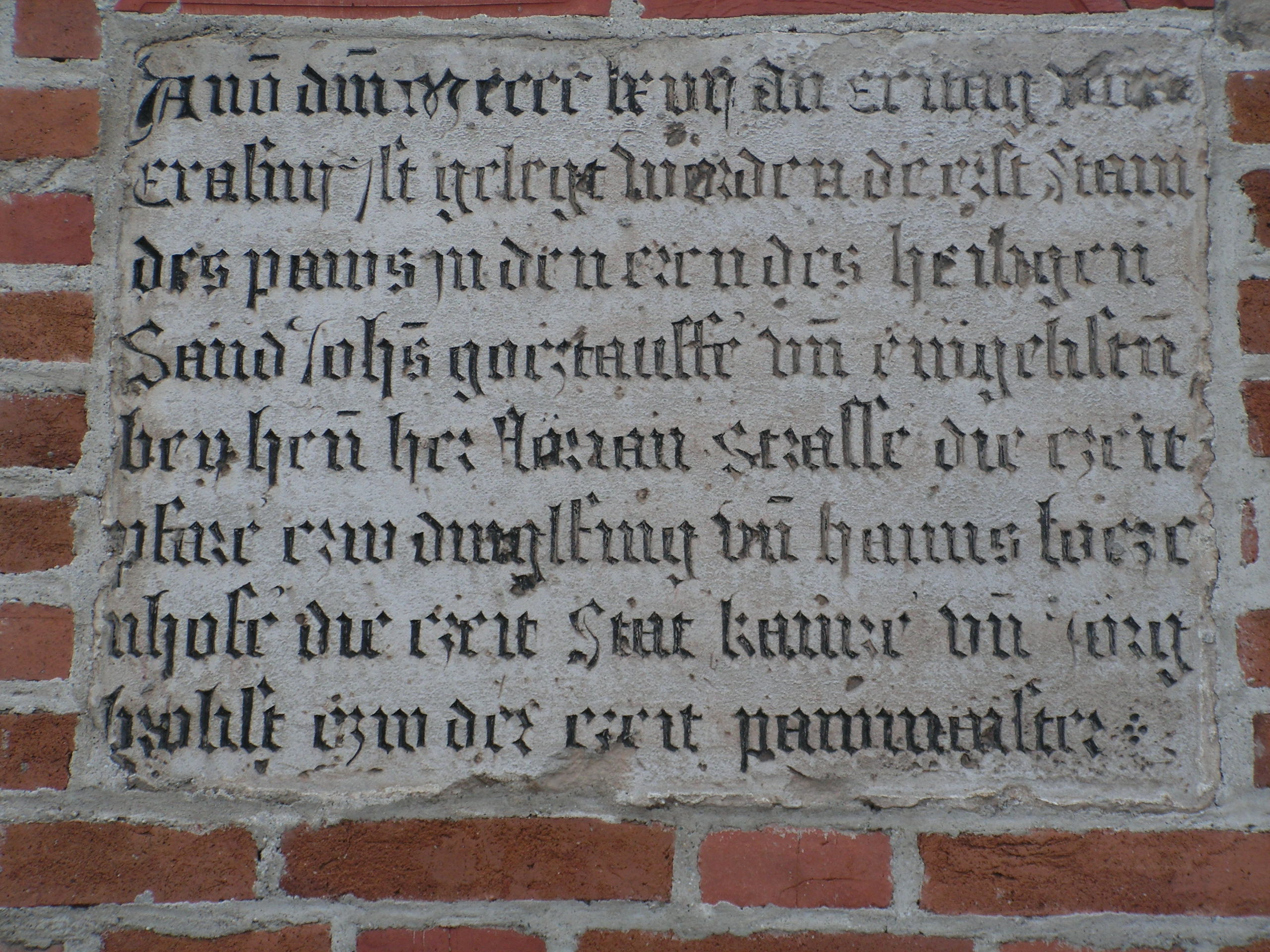
Inschrift zum Baubeginn 1467. Transkription mit Auflösung der Abkürzungen und Auslassungen: Anno d(o)m(ini) MCCCCLXVII an Eritag vor Erasmi ist gelegt worden der erst stain des paws in den eren des heiligen sand joh(anne)s gocztauffe(r) vn(d) ew(an)gelistn bey he(rre)n her flörian strasse(r) die czeit pfare(r) czw dinglfing vn(d) hanns loczenhofe(r) die czeit stat kame(re)r vn(d) jörg bropst czw der czeit pawmaister

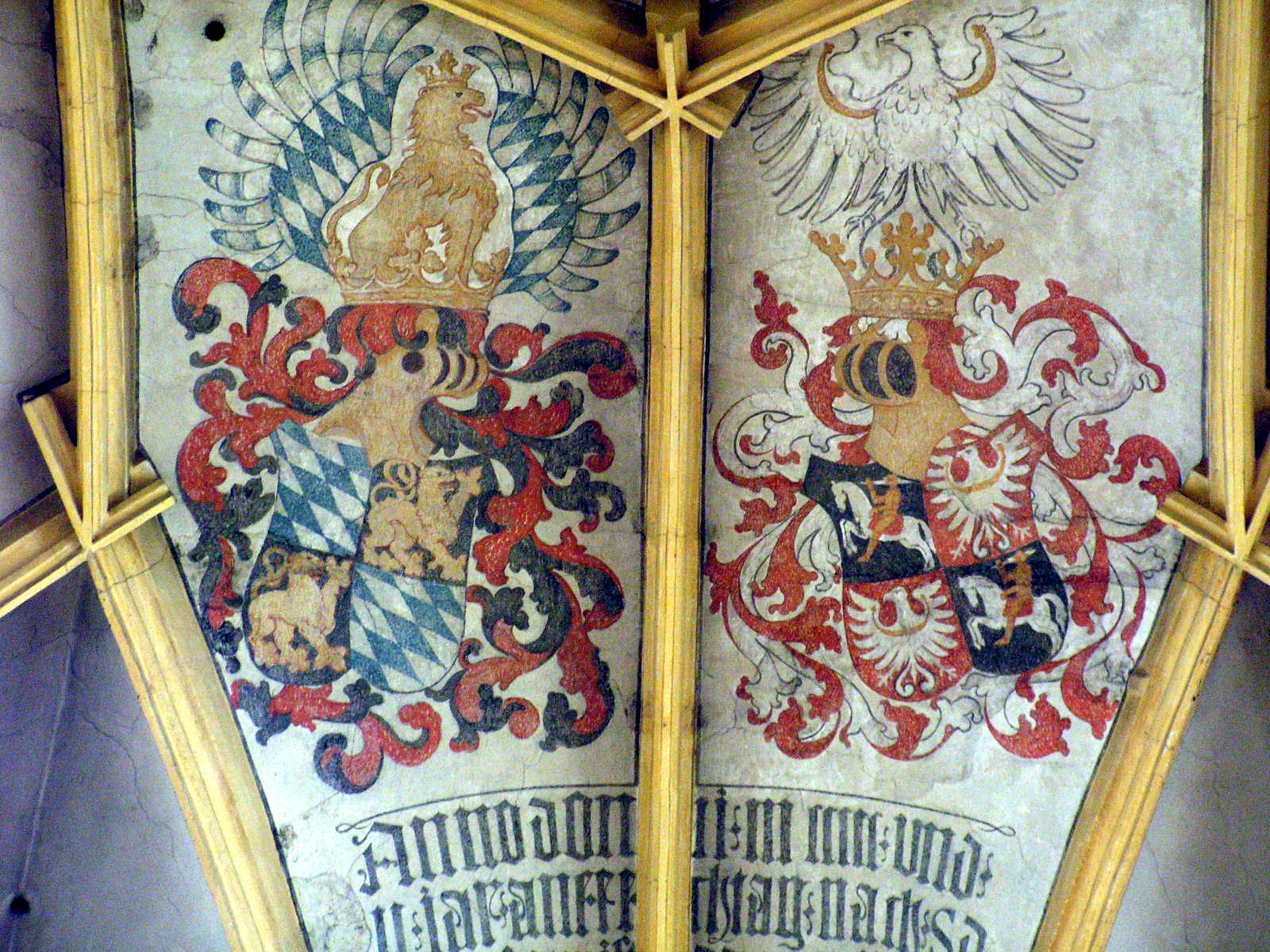
Inschrift zum Gewölbeschluss 1502 mit Wiedergabe des bayerischen Herzogswappens und des polnischen Königswappens. Wortlaut: Anno domni mccccc und ii iar an erchtag nach sd ulrichstag ist das gewölp fertig worn almächtiger gotvater behit dein haus so bittn dich di fürsichtigen heren peter hachreitr derzeit kirchher zu dingelfing un michel brobst derzeit statkamrer und paumeister

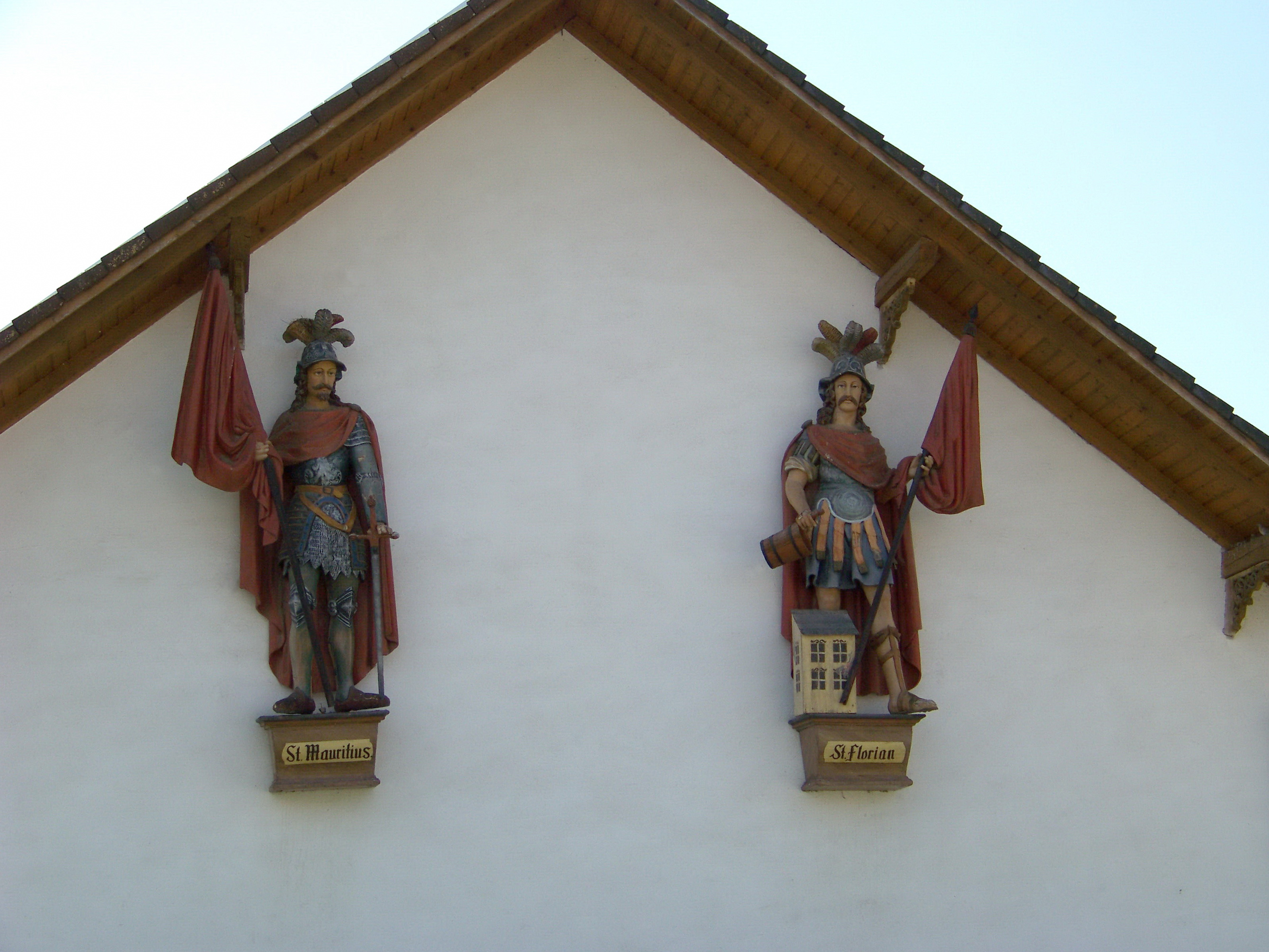
Barocke Figuren der Heiligen Mauritius und Florian aus der Stadtpfarrkirche. Heute zu finden an einem Hausgiebel in Dornwang, Gemeinde Moosthenning.

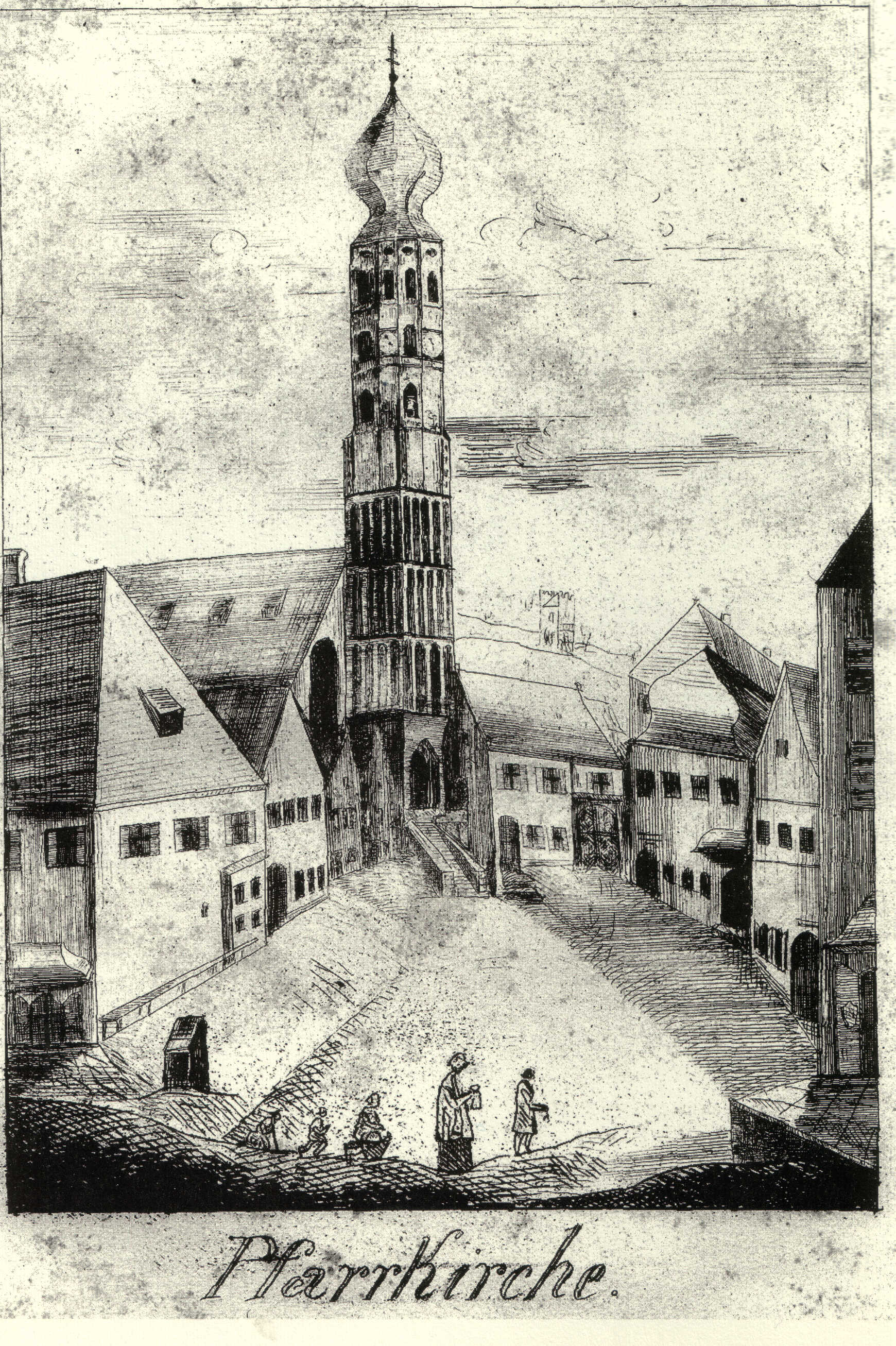
Nordwestansicht des Kirchturms um die Mitte des 19. Jahrhunderts mit barocker Kuppel. Kupferstich bei Josef Wolfgang Eberl.

Der heutige Bau wurde – wie eine Bauinschrift rechts neben dem Südportal vermeldet – am 2. Juni 1467 begonnen. Der Baubeginn fällt damit in die Zeit der Zugehörigkeit Dingolfings zum Herzogtum Bayern-Landshut, dessen Herrscher als die „Reichen Herzöge“ in die Geschichte eingegangen sind. Warum die Vorgängerkirche damit bereits nach etwa 200 Jahren aufgegeben wurde, ist unbekannt. Es lässt sich jedoch vermuten, dass es in der spätgotischen Zeit Ausdruck städtischen Selbstbewusstseins und Wohlstands war, eine neue, größere Kirche zu erbauen – zumal dies damals in fast allen größeren Städten Bayerns der Fall war. Allerdings könnte der Neubau auch schlichte Notwendigkeit gewesen sein, da die Vorgängerkirche möglicherweise bei der Erstürmung der Stadt am 14. Juni 1436 im Krieg zwischen Herzog Ludwig von Bayern-Ingolstadt und seinen Vettern beschädigt oder zerstört wurde.
Über den in der Bauinschrift als Baumeister (pawmaister) bezeichneten Jörg Brobst ist heute nichts Genaueres mehr bekannt. Es dürfte sich um den Angehörigen eines Dingolfinger Ratsgeschlechts und den damaligen Stadtbaumeister handeln, der nur Tätigkeiten der Bauverwaltung übernahm. Der Hauptverantwortliche für die Planung und Bauausführung, im Spätmittelalter häufig als Werkmeister bezeichnet, dürfte aus dem Umfeld der Landshuter Bauhütte um Hans von Burghausen und Hans Stethaimer stammen. Vorbild für den Bau war wohl die von der Landshuter Bauhütte errichtete Heilig-Geist-Kirche in Landshut, welche 1461 und damit wenige Jahre vor dem Baubeginn in Dingolfing fertiggestellt wurde.
Es ist durch Weihedaten einzelner Seitenkapellen und aus einer vertikalen Fuge im Mauerwerk ablesbar, dass zuerst der Westteil der Kirche ausgeführt und danach der Ostteil mit dem Chor bis 1502 errichtet wurde. Damit konnten Teile des Vorgängerbaus, insbesondere dessen Chorraum, während der Bauzeit weiterhin für Gottesdienste genutzt werden. Eine Inschrift am Gewölbeansatz des östlichen Mittelpfeilers datiert den Gewölbeschluss der Hallenkirche auf den 5. Juli 1502. Der Fertigstellungstext, der abermals einen Baumeister (paumeister) aus der Familie Brobst erwähnt, unterschreibt ein herzoglich-bayerisches und ein polnisches Königswappen. Die Bauinschrift verweist damit auf die dynastische Verbindung zwischen den (nieder)bayerischen Wittelsbachern und den polnischen Jagiellonen, die 1475 durch die Landshuter Hochzeit Herzog Georgs des Reichen mit Hedwig Jagiellonica zustande gekommen war. Im Anschluss wurden die Seitenkapellen eingefügt – mit Ausnahme der Josephikapelle nordöstlich am Chorschluss, die erst 1686 unter Pfarrer Mathias Haltmair gebaut wurde. Zwischen 1525 und 1530 war der Kirchenbau weitgehend fertiggestellt.
Schon vor der Fertigstellung der Kirche wurde nach und nach mit der Vervollständigung der Ausstattung begonnen. Zwei Flachreliefs, die um 1515 von dem Landshuter Bildschnitzer Hans Leinberger geschaffen wurden, befinden sich heute im Bayerischen Nationalmuseum in München. 1522 wurden der sogenannte Kolossale Herrgott von Dingolfing und wenig später die Figuren der beiden Kirchenpatrone Johannes Baptist und Johannes Evangelist, die heute Seitenfiguren des Hochaltares sind, geschnitzt. Diese Werke stammen ebenfalls zumindest aus dem Umfeld Leinbergers.
Der für das Stadtbild und den Kirchenbau heute so charakteristische Westturm erreichte bis ins 17. Jahrhundert nur die Höhe des Kirchenschiffs. Dies zeigt ein Fresko des Malers Hans Donauer von 1590, das heute im Antiquarium der Münchner Residenz zu sehen ist. 1636 dürfte der Turm dann um ein Geschoss erhöht worden sein, wie aus einem Kupferstich von Matthäus Merian aus dem Jahr 1644 hervorgeht. Im Jahr 1682 erfolgte eine weitere Erhöhung mit einer barocken Zwiebelkuppel, die mit roten Schindeln gedeckt war. Der Turm erreichte damals eine Höhe von 63 Metern. Im Zuge der Regotisierung der Kirche wurde der Turm 1868 mit einem Spitzhelm versehen und erreichte damit sein heutiges Aussehen und seine heutige Höhe von 83 Metern.
In der zweiten Hälfte des 16. Jahrhunderts entstanden im Innern figurale und ornamentale Renaissance-Malereien an Schildbögen und Lisenen, die im 17. Jahrhundert um verschiedene Wandgemälde ähnlichen Stils ergänzt wurden. Diese Werke wurden in der Barockzeit weiß übertüncht und erst bei der letzten großen Renovierungsmaßnahme im Jahr 1974 teilweise wieder freigelegt.
Im Hochbarock, etwa um 1680, wurde die ursprüngliche spätgotische Ausstattung weitgehend entfernt und durch barocke Stücke ersetzt. Beispielsweise wurde ein barocker Hochaltar mit Säulen und korinthischen Kapitellen errichtet, der fast bis zum Gewölbe reichte. Zu diesem Altar ist Folgendes überliefert: Das große Altarblatt, aus der Hand des Dingolfinger Meisters Friedbichler hervorgegangen, war der Kirche bester Schmuck; es stellte die Gottesmutter mit dem Jesusknaben auf den Wolken schwebend dar, ihr zu Füßen die beiden Kirchenpatrone, für die Gemeinde flehend. Zu beiden Seiten erhoben sich in mächtiger Größe die Standbilder der Heiligen Florian und Mauritius. Im oberen Theile des Altars befand sich ein weiteres Ölgemälde „Gott Vater mit dem hl. Geiste“; den ganzen Aufbau krönten drei überlebensgroße Engel. Auch die Seitenkapellen wurden nach und nach, jedoch in unterschiedlichem Tempo dem barocken Zeitgeist angepasst, sodass deren Erscheinungsbild im 18. und 19. Jahrhundert wohl eher uneinheitlich war.
Das heutige Aussehen der Kirche wurde im Wesentlichen durch die Regotisierung von 1867 bis 1884 geprägt. So wurden zum Beispiel 1878 die Fenster oberhalb der Seitenportale verkürzt und alle Fenster mit neuem Maßwerk aus Granit ausgestattet. In der Folge wurde das Dach der Portalvorhallen auf der Nord- und Südseite bis zur Höhe der Seitenkapellen angehoben, während deren Dächer gleichzeitig mit geringerer Neigung neu errichtet wurden. Außerdem planierte man 1876 den bereits 1803 aufgelassenen Friedhof rund um die Kirche und legte 1885 die Haupttreppe zum Westportal neu an. Die Maria-Hilf-Kapelle, die an das letzte Joch auf der Nordseite anschließt, wurde sogar abgetragen und neu erbaut. Zwischen 1880 und 1884 bekam außerdem das Kircheninnere ein neues Erscheinungsbild. Dabei wurde die Ausstattung größtenteils durch neugotische Stücke ersetzt, um so eine Stileinheit mit dem Bau zu erzielen. Die vormalige Kirchenausstattung wurde dagegen 1884 versteigert. Die überlebensgroßen Seitenfiguren des barocken Hochaltares, St. Florian und St. Mauritius, gingen an einen Landwirt aus Dornwang. Dort sind die Ende des 17. Jahrhunderts geschaffenen Figuren noch heute an einem Hausgiebel zu sehen. Auch die Glasfenster, die Szenen aus dem Leben Jesu Christi zeigen, entstanden bei der Regotisierung der Kirche. Bereits 1863 wurde die heutige Westempore eingezogen, sodass gleichzeitig die im 17. Jahrhundert eingefügte geschwungene Empore oberhalb der Sakristei aufgelöst werden konnte. Heute befindet sich im Obergeschoss der Sakristei ein Oratorium, welches durch ein Glasfenster vom Kirchenraum abgetrennt ist. 1884 wurde auch das kunstvoll geschnitzte Kirchen- und Chorgestühl von 1681 entfernt, wobei ein Teil des Chorgestühls in die neue Sakristeimöblierung eingearbeitet wurde. Am 8. Mai 1885 wurden die neuen Altäre vom Regensburger Bischof Ignatius von Senestrey geweiht und damit die Regotisierung abgeschlossen.
Im Jahr wurde die Westempore durch ein Vorschieben der Brüstung um etwa 1,20 Meter erweitert. Die letzte umfassende Renovierung fand in den Jahren 1969 bis 1975 statt. Dabei wurden unter anderem die Außenanlage neu gepflastert und die Treppen zu den Portalen erneuert. Auch wurden die Dächer neu gedeckt und der Bodenbelag im Kircheninneren, 1681 eingebrachte Marmorplatten im Rosenspitzmuster, durch Solnhofener Platten ersetzt. Nicht zuletzt wurde auch Teile der Renaissance-Malereien wie oben beschrieben wieder freigelegt. Für die Jahre 2017 und 2018 steht die nächste durchgreifende Kirchenrenovierung an. Neben der Beseitigung von statisch-konstruktiven Schäden im Bereich von Dachwerk, Gewölbe und Mauern soll dabei die Sicherung des wertvollen Bestandes an neugotischen Glasfenstern im Vordergrund stehen.

## Architektur

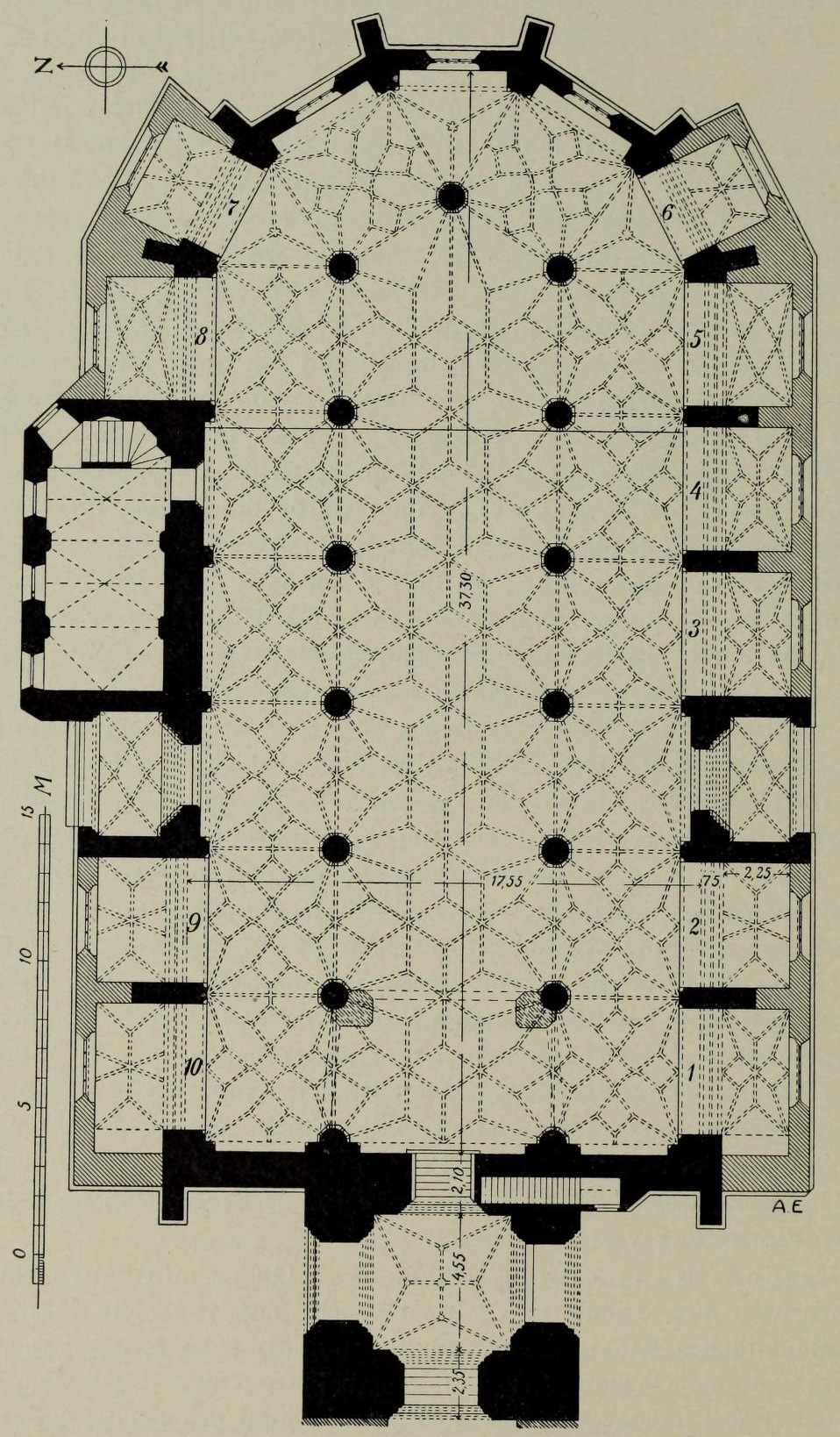
Grundriss

### Maße
Das Kirchenschiff misst innen 37,30 Meter in der Länge und 17,55 Meter in der Breite. Durch die Seitenkapellen wird der Kirchenraum jeweils um 3,00 Meter erweitert, sodass sich eine Gesamtbreite von 23,55 Metern ergibt. Die Gewölbehöhe im Innenraum beträgt etwa 18 Meter. Der Turm besitzt eine Höhe von exakt 83,12 Meter – das rund vier Meter hohe Kreuz mit eingeschlossen.

### Beschreibung
Die Stadtpfarrkirche St. Johannes ist eine dreischiffige, spätgotische Hallenkirche in Sichtziegelbauweise, die sechs Joche und einen Chorschluss in fünf Seiten des Zwölfecks umfasst. Während im östlichsten Joch des Mittelschiffes der Altarraum untergebracht ist, setzen sich die beiden Seitenschiffe zu einem Chorumgang fort, der diesen Altarraum umschließt. Das spätgotische Rippengewölbe erstreckt sich über alle drei Schiffe und zeigt eine aufwändige Konfiguration, die bisweilen als Wechselberger Figuration bezeichnet wird. Der Begriff bezieht sich auf den Werkmeister Hans Wechselberger, der diese Gewölbeform erstmals in mehreren ihm zugeschriebenen Kirchen, so z. B. in der Stadtpfarrkirche St. Stephan in Braunau am Inn verwendet hat. Das Gewölbe wird von zwölf Säulen, die das Hauptschiff von den beiden Seitenschiffen abtrennen, und einer 13. Säule, die etwa in der Mittelachse des Hauptschiffes steht, getragen. Die dreizehn Rundsäulen auf achteckigen Sockeln können als architektonische Metapher für die zwölf Apostel und Jesus Christus in ihrer Mitte, welche die Kirche tragen, gedeutet werden.
Die Kirche ist von einem Kranz aus zehn Seitenkapellen umgeben. Jeweils im vierten Joch auf der Nord- und Südseite sind Seitenportale zu finden, denen jeweils eine kleine Vorhalle angefügt ist, welche im 19. Jahrhundert in der Höhe an die Seitenkapellen angepasst wurde. Auf der Südseite sind sechs Seitenkapellen zu finden, wobei die vorderste bereits der Schrägseite des Chorschlusses vorgesetzt ist. Gleiches gilt für die Nordseite. Allerdings sind hier nur vier Seitenkapellen zu finden, da die beiden Joche östlich des Seitenportals von der Sakristei in Anspruch genommen werden. Diese ist etwas breiter als der Ring der Seitenkapellen und zweigeschossig ausgeführt, wobei sich das Obergeschoss mittels eines Oratoriums in den Kirchenraum öffnet. Die Gliederung des Außenbaus übernehmen mehrfach abgesetzte Strebepfeiler und dreibahnige Maßwerkfenster. Die mit Glasgemälden versehenen drei Fenster des Chores nehmen etwa zwei Drittel der Mauerhöhe ein, während die übrigen Langhausfenster wegen der darunter liegenden Seitenkapellen deutlich kürzer sind und außerdem keine Bemalung aufweisen. Die Kapellen selbst besitzen jeweils ein vierbahniges Maßwerkfenster, welches mit einem Glasgemälde verziert ist.
Auf der Westseite ist der rund 83 Meter hohe Turm angebaut, dessen Erdgeschoss eine nach drei Seiten offene Vorhalle zum Hauptportal bildet. Die vier unteren Geschosse über quadratischem Grundriss sind durch Gurtgesimse getrennt und werden von Spitzbogenblenden (zweites Geschoss) bzw. Rundbogenblenden (drittes und viertes Geschoss) gegliedert. Oberhalb davon geht der Turm – über vier gleich hohe, polygonale Ecktürmchen vermittelt – in eine achteckige Form über. Die vier weiteren Geschosse enthalten die Schallöffnungen und Turmuhren und leiten zu dem hohen Spitzhelm über, der im 19. Jahrhundert aufgesetzt wurde. Den oberen Abschluss bilden Turmkugel und Kreuz.

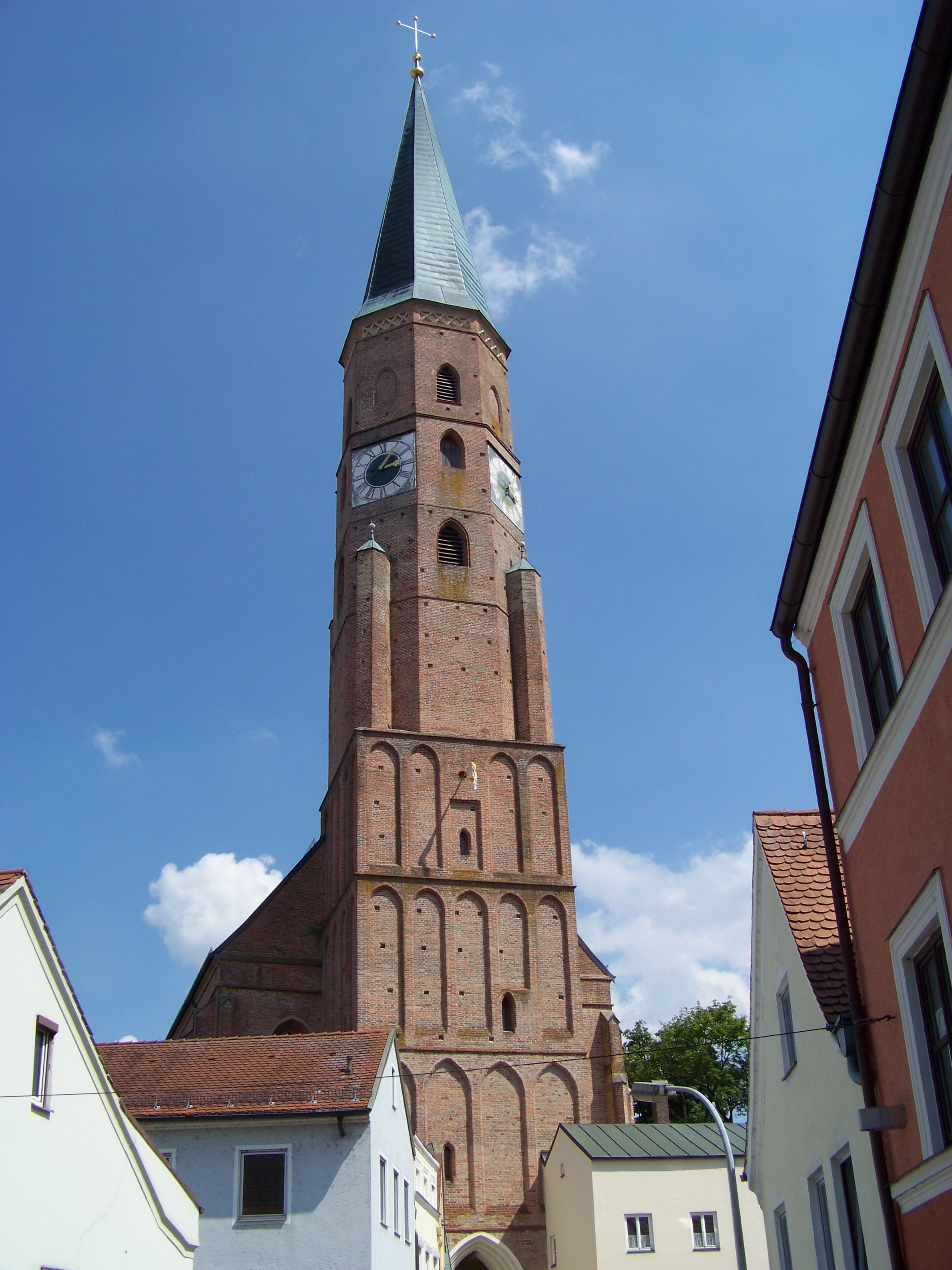
Turm von Westen
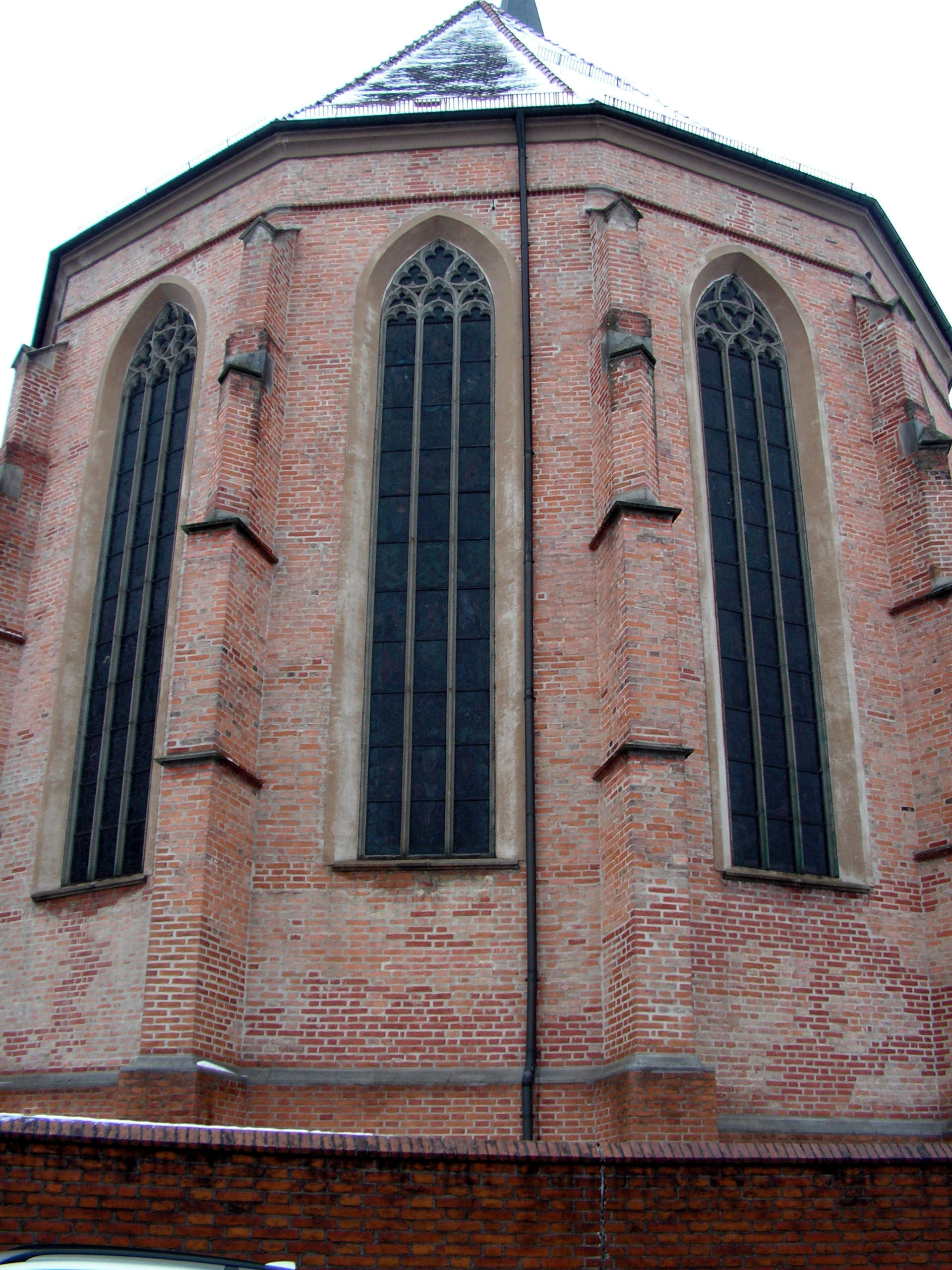
Chorfenster von Osten
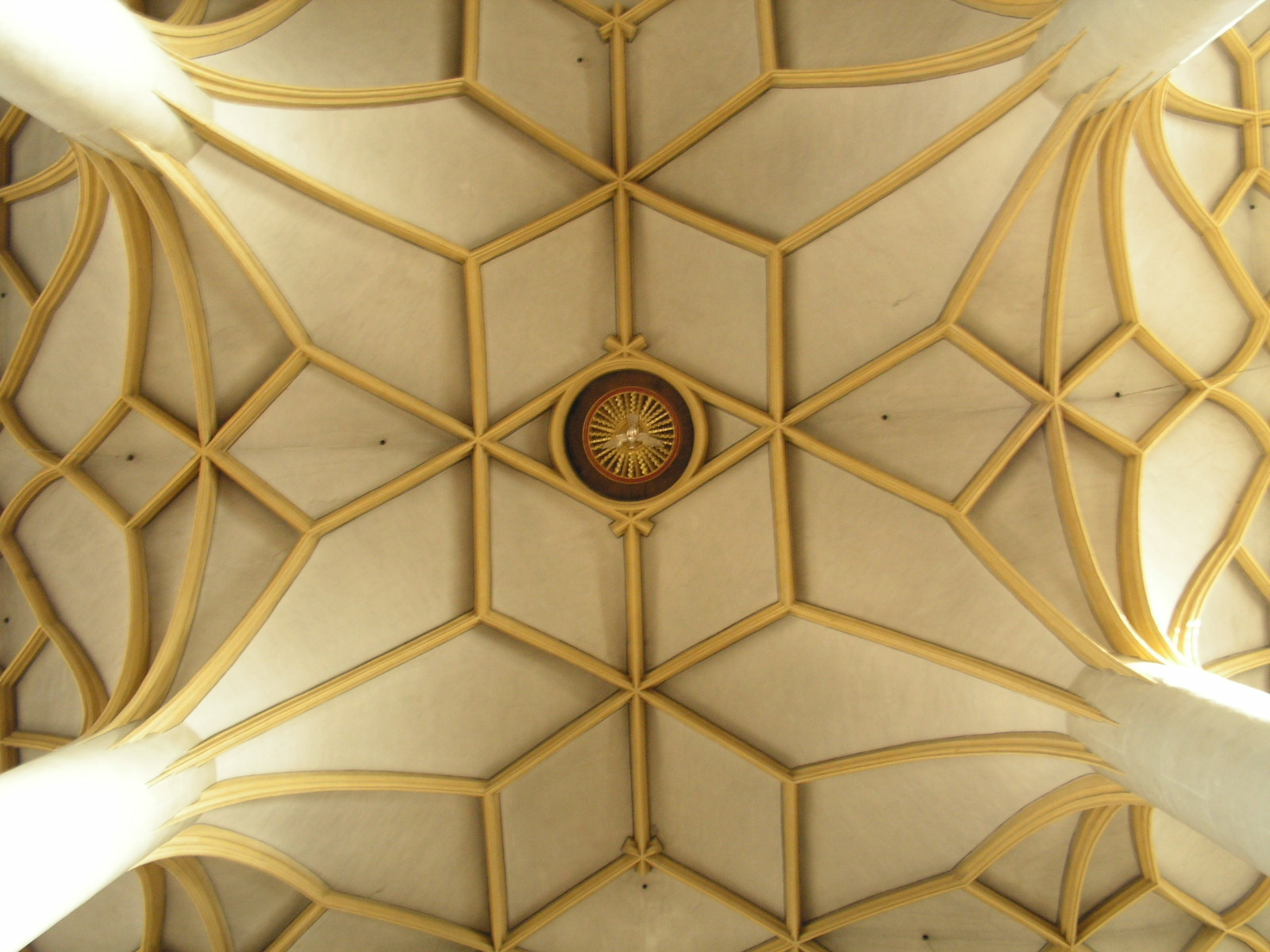
Gewölbe mit Schlussstein
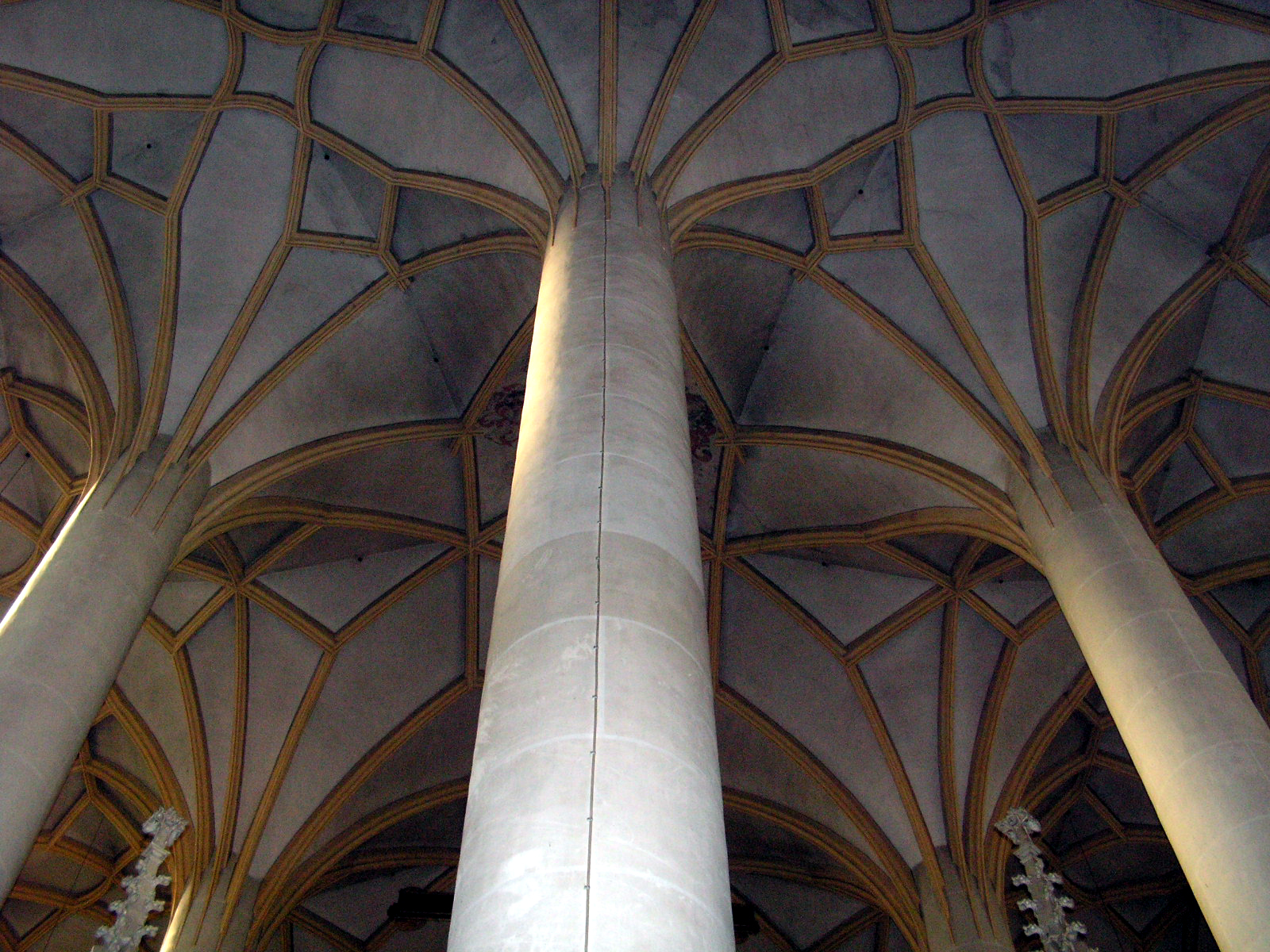
Chorgewölbe
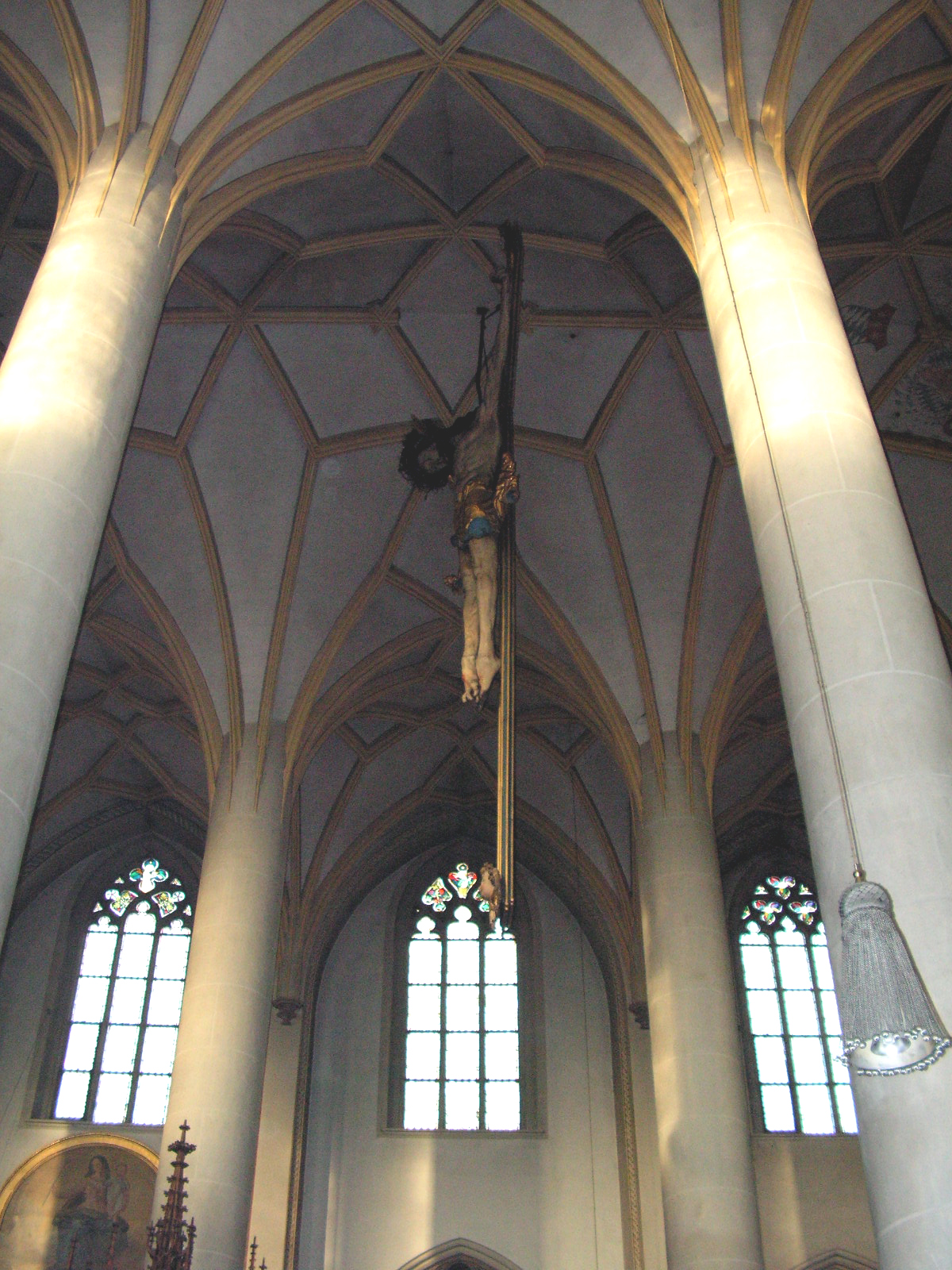
Gewölbe von Süden

### Vergleich
Der Grundriss des Kirchenschiffs erinnert an die Spitalkirche Heilig Geist in Landshut, die 1461, also wenige Jahre vor der Grundsteinlegung des Dingolfinger Kirchbaus, fertiggestellt worden war und daher als ein architektonisches Vorbild gelten kann. Insbesondere die dreischiffige Form und der Chorumgang legen diesen Vergleich nahe. Abweichend vom Landshuter Vorbild mit seinem Seitenturm und seinem repräsentativen Hauptportal wurde bei der Dingolfinger Kirche – unter Verzicht auf ein dominierendes Westportal – der Kirchturm westlich vor dem Hauptschiff ausgeführt. An die Landshuter Jodokskirche erinnert neben der Position und Gestaltung des Turmes auch der Kranz von zehn Seitenkapellen, die früher von Gesellenbruderschaften und Zünften genutzt wurden.

## Ausstattung

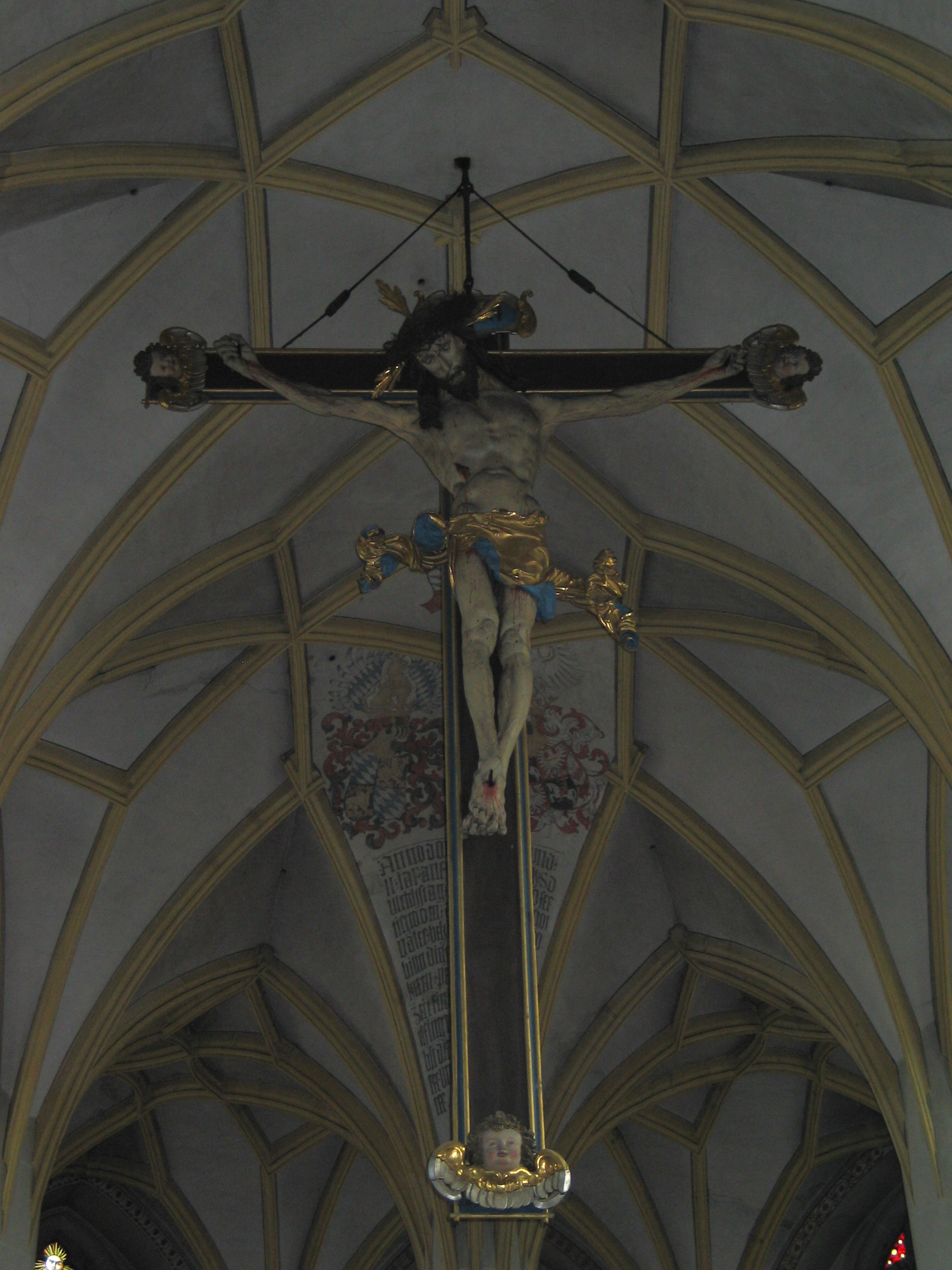
Kolossaler Herrgott von Dingolfing (1522)

### Reste der spätgotischen Ausstattung
Von der spätgotischen Ausstattung sind nur noch wenige Bestandteile erhalten. Hierunter gehören vornehmlich zwei spätgotische Holzplastiken, die an den beiden Chorbogensäulen unter fialenbekrönten Baldachinen aufgestellt sind. Sie stellen die Kirchenpatrone Johannes den Täufer und den Evangelisten Johannes dar und werden in der kunsthistorischen Literatur dem Meister von Dingolfing zugeschrieben, der seinerseits im künstlerischen Umfeld von Hans Leinberger verortet wird. Die Figuren waren Teil des ursprünglichen spätgotischen Hochaltares und wurden im Zuge der Barockisierung 1680 zu beiden Seiten des Hauptportals aufgestellt. Nachdem sie zwischenzeitlich in der Schusterkapelle und in verschiedenen Seitenkapellen untergebracht waren, wurden sie 1940 anstelle der Bronzereliefs links und rechts des Tabernakels in den Hochaltar integriert. Erst bei der Renovierung 1975/76 fanden sie ihren heutigen Platz.
Ebenso ist ein spätgotischer Taufstein aus rotem Marmor erhalten, der 1884 von dem ortsansässigen Steinmetzmeister Niedermeier am Sockel überarbeitet und mit neuem Maßwerk versehen wurde. Sowohl der Sockel als auch der Übergangsbereich und das eigentliche Taufbecken sind achteckig ausgeführt. Ursprünglich war der Taufstein am Westportal der Kirche aufgestellt, im Jahr 1976 fand er seinen heutigen Platz nördlich des Altarraumes.
Besonders bemerkenswert und von hoher künstlerischer Qualität ist das monumentale Kruzifix mit vollplastischer Darstellung des gekreuzigten Christus, der sogenannte Kolossale Herrgott von Dingolfing. Dieser hängt nachweislich seit 1522 im Gewölbe der Stadtpfarrkirche. Der Längsbalken des Kreuzes misst 7,00 Meter, der Querbalken 3,60 Meter. Allein der Korpus erreicht eine Länge von 3,80 Metern. Ein vergleichbar großes Chorbogenkreuz aus spätgotischer Zeit ist in der Martinskirche in Landshut vorhanden, was wiederum als Beleg für die in jeder Hinsicht vorbildhafte Wirkung der Landshuter Großkirchen auf Bau und Ausgestaltung der Dingolfinger Pfarrkirche gelten kann. Ein spätgotisches Madonnenrelief von Hans Leinberger, das zur ursprünglichen Ausstattung gehörte, befindet sich heute im Bayerischen Nationalmuseum in München. Ansonsten ist von der ursprünglichen Kirchenausstattung im Stile der Spätgotik nichts mehr erhalten.

### Hochaltar

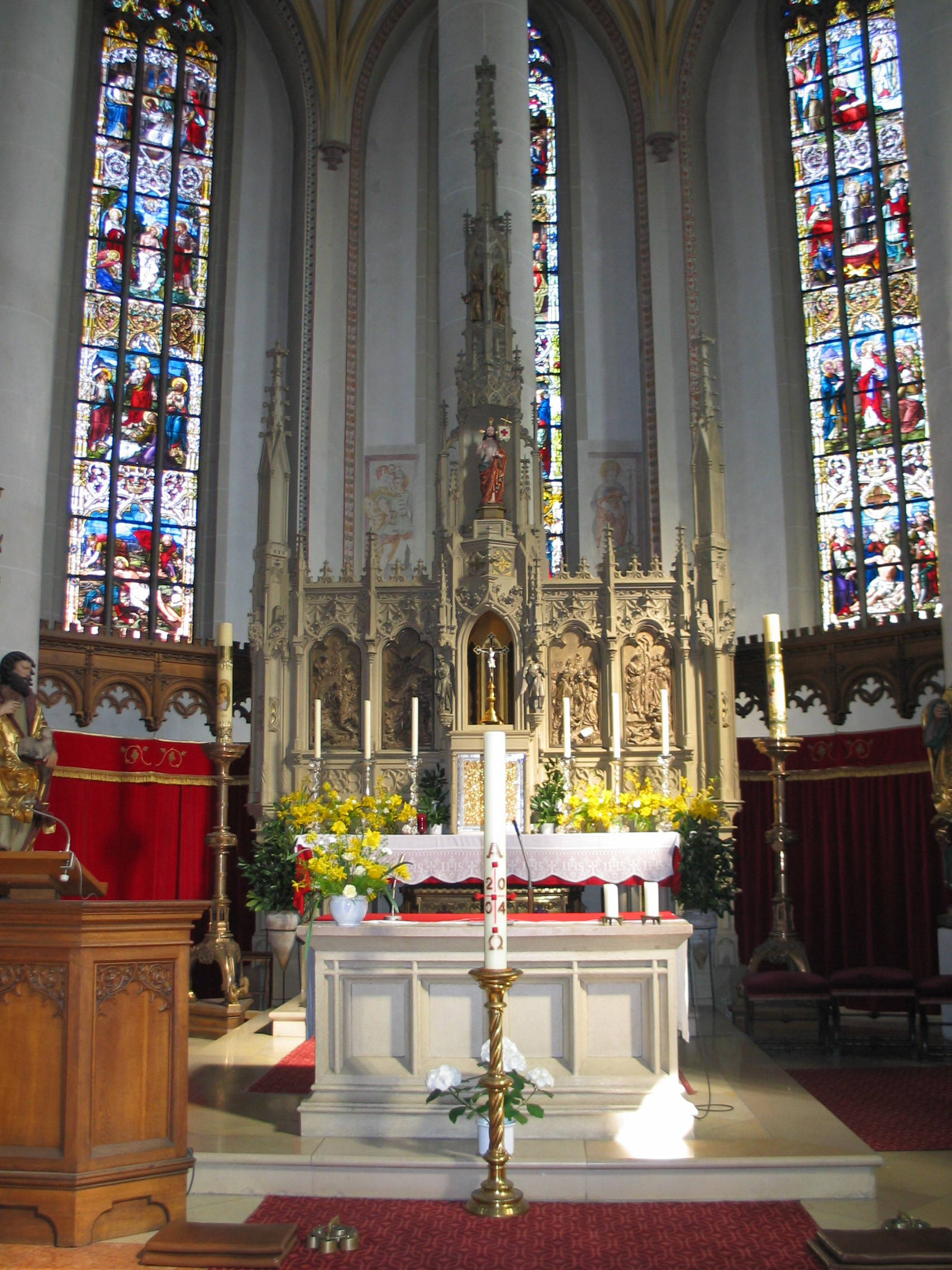
Blick in den Altarraum. Im Vordergrund der moderne Volksaltar, dahinter der neugotische Hochaltar (1883). Im Hintergrund sind die neugotischen Chorglasfenster (1881) zu sehen.

Neben dem Kolossalen Herrgott von Dingolfing ist der neugotische Hochaltar aus grauem Sandstein das zweite dominierende Element der Kirchenausstattung. Er wurde im Jahr 1883 von dem Münchner Steinmetzbetrieb Baumeister und Zwisler nach einem Entwurf des Münchner Kunstprofessors Anton Seder gefertigt. Drei Fialen, die im typischen gotischen Sinn gen Himmel streben, gliedern den Altaraufbau. Die größte Höhe weist die mittlere Fiale auf, die sich etwa mit der Chorsäule deckt. Die Hauptfiale enthält den kunstvoll gestalteten Tabernakel, eine von zwei bronzenen Engelsfiguren flankierte Aussetzungsnische und einen Platz für die im Laufe des Kirchenjahres unterschiedliche Figur unter einem Baldachin. Es handelt sich hierbei um das Christkind, den auferstandenen und den lehrenden Heiland sowie um die Maria Immaculata – alle von dem Dingolfinger Bildhauer Alois Riesenhuber.
Zu beiden Seiten des Tabernakels befinden sich Bronzereliefs, die Vorbilder des Messopfers aus dem Alten Testament darstellen (von links nach rechts): das Opfer Abels (Erschlagung durch seinen Bruder Kain), Abrahams (Opferung Isaaks als Sinnbild für die Abkehr vom Menschenopfer) und Melchisedechs (der erste Priester in der Heiligen Schrift, der Brot und Wein opfert) sowie die Heilung durch die eherne Schlange (Num 21,4–9 ). Unter der offenen Mensa befinden sich in einem Metallsarkophag Reliquien des Katakombenheiligen Tigrinus, die 1683 für das Franziskanerkloster in der Oberen Stadt erworben wurden und nach dessen Säkularisation 1802 in die Stadtpfarrkirche kamen. Dort wurden die Gebeine zunächst in der Peter-und-Paul-Kapelle untergebracht und 1883 in den neuen Hochaltar integriert.

### Chorgestühl
Zur weiteren Ausstattung des Altarraumes gehört das kunstvolle geschnitzte Chorgestühl von 1882, welches aus der Münchner Werkstatt von Ludwig und Jakob Mutter stammt. Es setzt sich dergestalt fort, dass es den Hochaltar umschließt und somit den Altarraum vom Chorumgang abtrennt. Am Baldachin der Chorstühle sind geschnitzte Figuren zu sehen, wobei jedem Sitz eine Figur zugeordnet ist. Auf der linken Seite handelt es sich um die vier Evangelisten Matthäus (geflügelter Mensch), Markus (Löwe), Lukas (Stier) und Johannes (Adler). Auf der rechten Seite sind die biblischen Propheten Jeremia, Jesaja, Daniel sowie König David dargestellt. Hierbei ist auffällig, dass die Figur Davids die des vierten großen Propheten Ezechiel ersetzt. Alle dargestellten Figuren bis auf Johannes werden von einem Bibelzitat begleitet, bei den Evangelisten jeweils vom Anfang „ihres“ Evangeliums.

### Chorfenster
Die drei Glasfenster im Chorbereich wurden 1881 von der Hofglasmalerei Franz Xaver Zettler aus München gestaltet. Im unteren Bereich sind die elfte, zwölfte und dreizehnte Station eines Kreuzwegzyklus dargestellt, der nie vervollständigt wurde. Stattdessen befinden sich heute in den Seitenkapellen vierzehn Kreuzwegtafeln aus der Zeit 1900, die 1976 von der Pfarrei Hauzenberg unentgeltlich zur Verfügung gestellt wurden. Die drei als Glasgemälde ausgeführten Kreuzwegstationen sind im Uhrzeigersinn angeordnet. Am linken Chorfenster befindet sich also die 11. Station (Jesus wird ans Kreuz genagelt), am mittleren die 12. Station (Jesus stirbt am Kreuz) und am rechten die 13. Station (Jesus wird vom Kreuz abgenommen). Weiterhin sind im mittleren Chorfenster die Anbetung der Heiligen Drei Könige, das letzte Abendmahl und die Auferstehung Jesu Christi dargestellt. Im linken Fenster sind Szenen aus dem Leben Johannes’ des Täufers zu sehen. Im unteren Bereich verweist der Heilige auf Jesus mit den Worten „Seht das Lamm Gottes“, darüber sind die Taufe Jesu im Jordan und die Enthauptung des Täufers dargestellt. Das rechte Chorfenster ist dem Nebenpatron der Kirche, dem Evangelisten Johannes, gewidmet. Es zeigt die Salome, Mutter des Johannes und zugleich Verwandte von Maria, das Martyrium des Johannes in Rom und dessen Erscheinung der Jungfrau Maria als Mondsichelmadonna.

### Kanzel

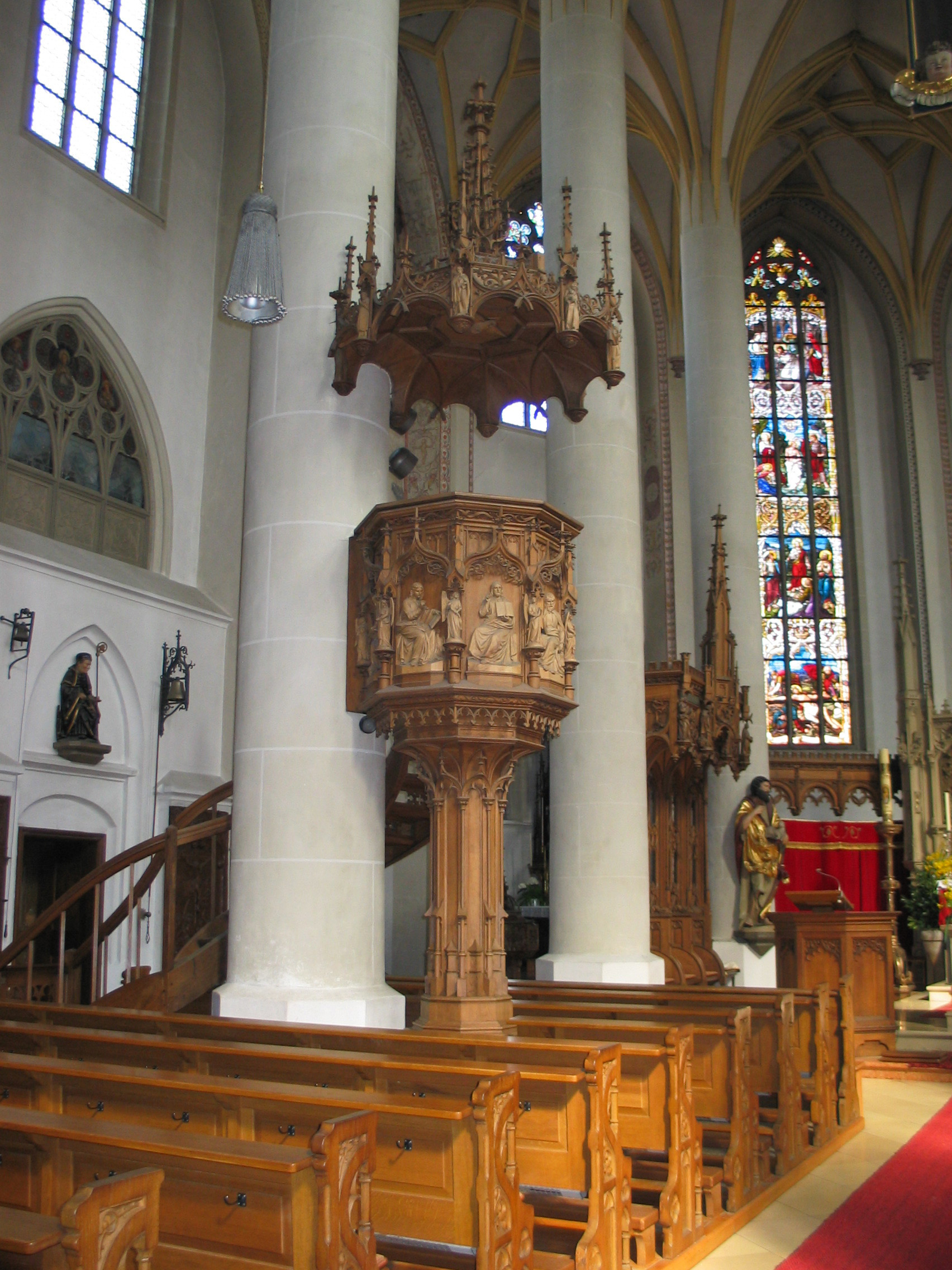
Neugotische Kanzel (1884)

Die Kanzel aus Eichenholz wurde 1884 von dem Bildhauer Michael Hoch aus Waldershof nach einem Entwurf des Münchner Kunstprofessors Joseph Knabl gefertigt. Auf dem polygonalen Korpus sind Reliefs des göttlichen Lehrers Jesus, umgeben von den vier Evangelisten dargestellt. Der ebenfalls polygonal ausgeführte Schalldeckel, der ursprünglich höher angebracht war und erst 1933 auf die jetzige Höhe reduziert wurde, ist von einer Fiale bekrönt und zeigt kleine Figuren großer Prediger der Kirche. Dargestellt sind von links nach rechts die Heiligen Paulus, Dominikus, Petrus Chrysologus, Antonius von Padua, Franz von Assisi, Petrus Canisius und Petrus.

### Weitere Bildwerke
An dem Pfeiler rechts vor dem Altarraum ist eine spätgotische, in der Barockzeit umgeschnitzte Mondsichelmadonna mit Jesuskind zu sehen. Diese könnte laut mündlicher Überlieferung aus der Expositurkirche Heilig Drei König in Frauenbiburg stammen. Jedoch gibt es auch Indizien, die auf eine Herkunft aus der Nebenkirche St. Ägidius in Brunn hindeuten. Auf der nördlichen Seite des Kirchenschiffs ist über dem Eingang zur Sakristei eine weitere spätgotische Figur aus dem ausgehenden 15. Jahrhundert zu sehen. Diese stellt den heiligen Ägidius dar und war bis 1985 Zentralfigur des Hochaltares in Brunn. Etwas westlich davon sind ein Wandgemälde der Schutzmantelmadonna, das 1888 von Balthasar Lacher aus München geschaffen wurde, und ein ursprünglich am barocken Hochaltar platziertes Gemälde des Dingolfinger Malers Josef Friedbichler, das Maria mit dem Jesuskind und ihr zu Füßen die beiden Kirchenpatrone – links Johannes den Täufer, rechts den Evangelisten Johannes – zeigt.
Weitere spätgotische Figuren, die aus Gründen des Diebstahlschutzes von Brunn in die Stadtpfarrkirche verbracht wurden, sind die Heiligen Leonhard und Sebastian oberhalb des Seitenportals sowie Maria und Christophorus an den beiden Pfeilern der Westempore. Seitlich über dem Nordeingang sind Figuren der Heiligen Johannes Baptist und Wolfgang zu sehen. An der Rückwand des Langhauses hat eine Figur des Heilands in der Rast aus der zweiten Hälfte des 18. Jahrhunderts ihren Platz gefunden. Sie wird dem berühmten Landshuter Bildhauer Christian Jorhan d. Ä. zugeschrieben. Flankiert wird sie von zwei Leinwandgemälden der Geißelung Christi und des Verrates durch Judas, die im 18. Jahrhundert bei der Karfreitagsprozession mitgetragen wurden. Die schwere Türe des Westportals, wie auch die beiden anderen Kirchtüren 1885 aus Eichenholz gefertigt, ist mit Schnitzbildern der vier Evangelisten verziert.
Insbesondere an der nördlichen Langhauswand, zwischen dem Nordportal und der Sakristeitür, sind eine Reihe qualitätvoller Epitaphien herzoglicher bzw. kurfürstlicher Pfleger zu Dingolfing und Landadliger aus der Umgebung erhalten. Eberl hat diese Inschriften teilweise beschrieben und notiert.

### Seitenkapellen

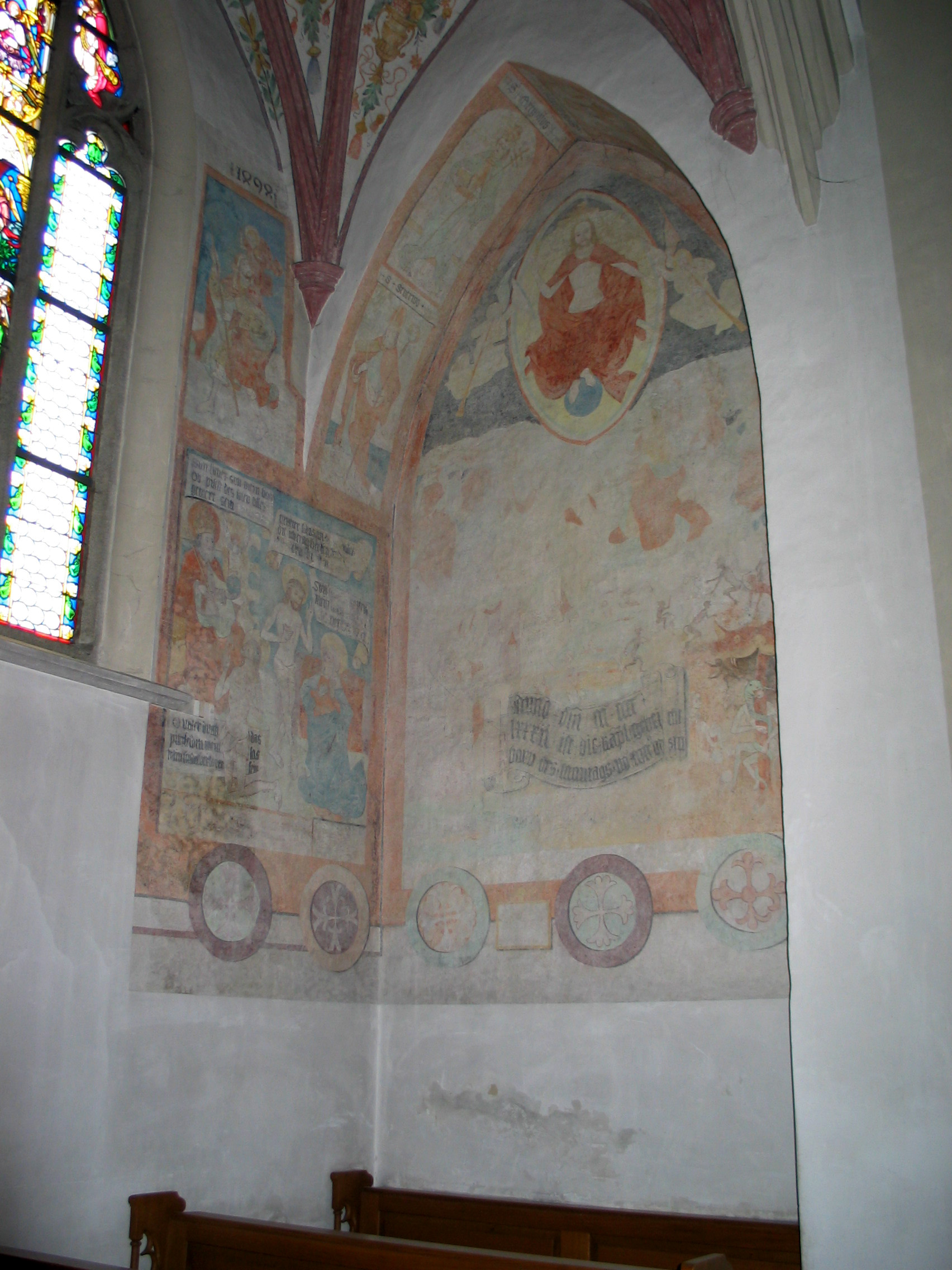
Spätgotische Fresken in der Tuchmacherkapelle, datiert auf 1494

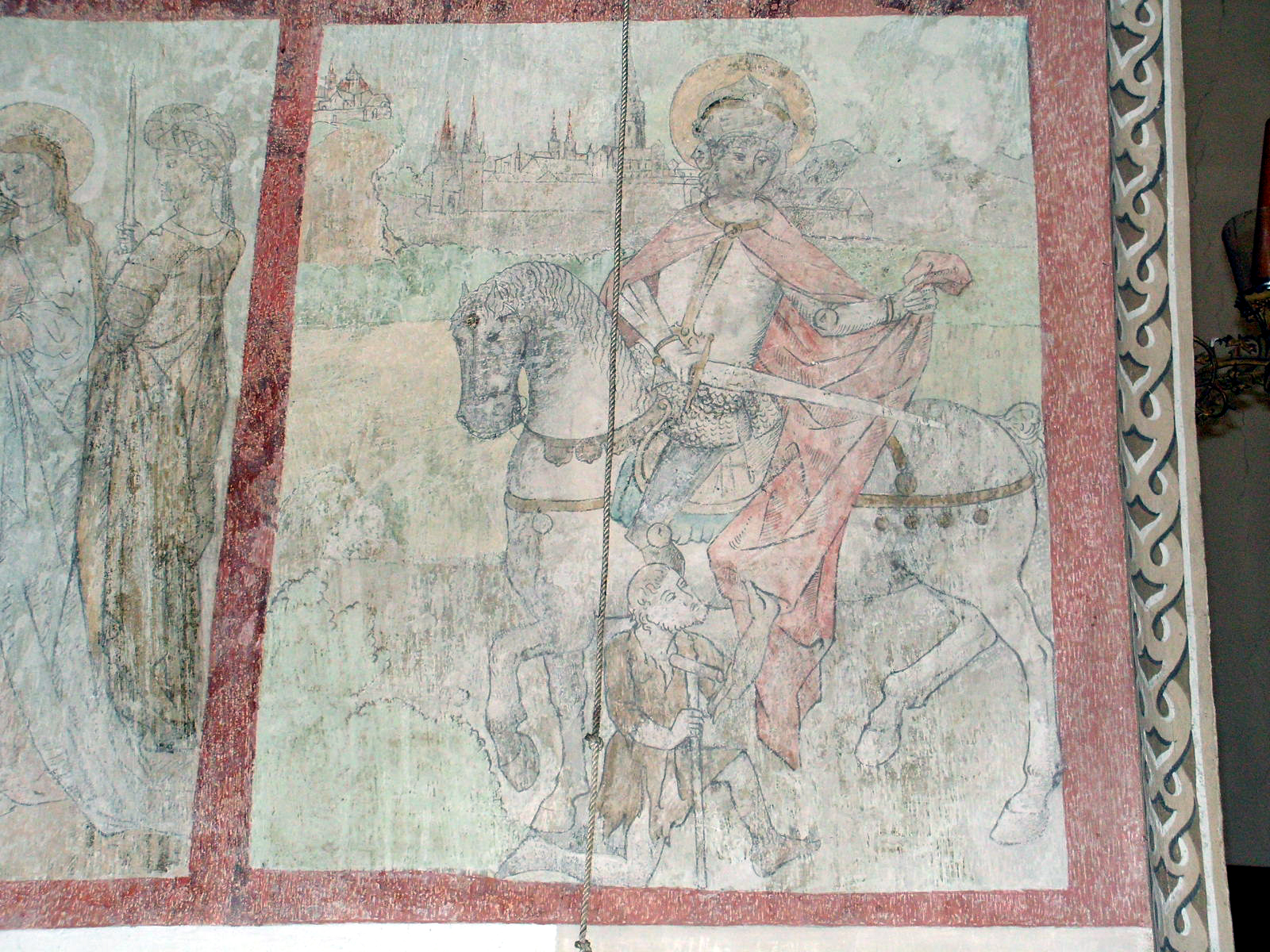
Darstellung des heiligen Martin auf einem spätgotischen Fresko in der Bäckenknechtkapelle

Die zehn Seitenkapellen, die im Süden und Norden an das Langhaus anschließen, verfügen alle über eine ähnliche Ausstattung. Die Altäre im neugotischen Stil wurden 1884 von dem ortsansässigen Bildhauer Alois Riesenhuber gefertigt. Die mit Glasmalereien versehenen Fenster entstanden ein Jahr später bei der Schneider’schen Kunstanstalt in Regensburg. Im Folgenden wird die Ausstattung der einzelnen Seitenkapellen dargestellt; die Nummerierung entspricht dabei der im oben abgebildeten Grundriss der Kirche.
1. Kreuzkapelle oder Tuchmacherkapelle (geweiht am 11. März 1482)
Der Altar der ältesten Seitenkapelle zeigt in einem Halbrelief Jesus Christus am Kreuz und Engel, die das heilige Blut des Gekreuzigten in einem Kelch auffangen. In der Predella ist ein weiteres Relief zu sehen, welches die Armen Seelen im Fegefeuer darstellt. Als Assistenzfiguren fungieren die Heiligen Johanna Chusa, Veronika und Johannes Nepomuk. Die fast lebensgroßen Assistenzfiguren des ehemaligen barocken Altares, welche den heiligen Severus und Papst Gregor den Großen darstellen, befinden sich heute im Dingolfinger Heimatmuseum. Das Glasfenster zeigt die Krönung Mariens im Himmel. Besondere Merkmale dieser Kapelle sind das barock mit Vasen und Rankwerk bemalte Gewölbe sowie die spätgotischen Fresken. An der Rückwand der Kapelle ist Christus in der Mandorla zu sehen, der am Jüngsten Tag Gericht hält und dabei von zwei Posaunenengeln flankiert wird. Rechts unterhalb dieser Darstellung ist die Paradiesszene mit der Schlange am Apfelbaum erkennbar. Im rückwärtigen Schildbogen befinden sich im Uhrzeigersinn Darstellungen des heiligen Severus (links unten), des Patrons der Tuchmacher, von Papst Gregor dem Großen sowie der Heiligen Erasmus, Wolfgang und Helena. An der Südwand der Kapelle sind die Entsendung Jesu in die Passion durch Gott Vater sowie eine Darstellung der „Heilstreppe“ zu sehen. Letztere wurde in früheren Zeiten zur Erläuterung der Gebetsübermittlung genutzt: der Mensch betet zu Maria, diese wendet sich an den Sohn Gottes, der wiederum die Bitte an Gott Vater weiterleitet. Über verschiedenen Textfragmenten befindet sich schließlich eine Darstellung des heiligen Christophorus, datiert mit der Jahreszahl 1494.
2. Aloisiuskapelle oder Bäckenknechtkapelle (geweiht am 16. März 1482)
Auf dem Altar dieser Seitenkapelle ist der namensgebende Heilige als zentrale Figur dargestellt. Er wird von Figuren der Heiligen Wolfgang (links) und Benno (rechts) flankiert. Im Auszug ist der heilige Franz Xaver dargestellt. Die Predella wird von einem Relief geschmückt, das Jesus bei der Einsetzung der Eucharistie zeigt. Im Glasfenster ist der Tod Mariens dargestellt. Von besonderem Interesse ist das spätgotische Holzrelief der Geburt Christi an der Südwand. Es dürfte sich dabei um einen Flügel des ursprünglichen Hochaltares handeln. Auch in dieser Kapelle ist das Gewölbe ausgemalt; die marmorierte Bemalung mit Puttenköpfen stammt aus dem 16. Jahrhundert. An der Rückwand wurde 1933 ein Bilderzyklus aus der Entstehungszeit der Kapelle freigelegt, der die Sieben Freuden Mariens darstellt.
3. Herz-Jesu-Kapelle oder Schneiderkapelle (erbaut vor 1525, dürfte auf ein 1475 gestiftetes Messbenefizium zurückgehen)
Der Altar zeigt eine vollplastische Herz-Jesu-Darstellung, flankiert von Figuren der Heiligen Margareta Maria Alacoque (links) und Theresia (rechts). Im Auszug ist eine Figur des heiligen Franz von Assisi zu sehen. In der Predella befindet sich ein barockes Leinwandgemälde mit dem Titel „Haupt des heiligen Johannes“. Das Glasfenster zeigt die Sendung des Heiligen Geistes. An der Rückwand ist ein weiteres barockes Leinwandgemälde zu sehen. Es zeigt die Maria Immaculata, die auf einer Weltkugel steht und den Kopf der Schlange zertritt (Gen 3,15 ).
4. Unbefleckte-Empfängnis-Kapelle oder Fischerkapelle (erbaut vor 1525)
Der Altar dieser Kapelle zeigt im Auszug eine Figur der Immaculata. An Retabel und Predella sind Malereien der 15 traditionellen Rosenkranzgeheimnisse auf Holz zu sehen.
5. St.-Peter-und-Paul-Kapelle oder Bäckerkapelle (erbaut vor 1525)
Der Flügelaltar in dieser Kapelle enthält die Reliefs „Petrus heilt den Lahmen“ und „Paulus predigt zu Athen“ sowie die Gemälde auf Holz „Sauls Bekehrung“ und „Befreiung des heiligen Petrus“. Im Aufsatz sind Figuren der Heiligen Petrus und Paulus zu sehen, umgeben von Katharina (links), Barbara (rechts) und Notburga (oben). Unter der Mensa befinden sich verschiedene Reliquien, die aus den früheren Barockaltären der Kirche stammen. Im Glasfenster ist die Auferstehung Jesu Christi dargestellt.
6. Sebastianikapelle oder Corporis-Christi-Kapelle (1512 erstmals erwähnt)
Der Altar dieser Kapelle zeigt ein von dem aus Dingolfing stammenden Maler Anton Bernreiter geschaffenes Gemälde des namensgebenden Heiligen. Als Nebenfiguren fungieren die Heiligen Florian (links) und Leonhard (rechts). Unter der Mensa sind in einem vom ortsansässigen Goldschmied Fastlinger gefertigten Schrein Reliquien des Katakombenheiligen Martialis enthalten. Im Glasfenster ist die Auffindung Jesu im Tempel dargestellt.
7. Josephikapelle (erbaut um 1686)
Der Altar in der jüngsten Seitenkapelle enthält an zentraler Position eine Figur des namensgebenden Heiligen. Nebenfiguren sind die Heiligen Stephanus und Maria Magdalena. Im Glasfenster wird die Darstellung des Herrn im Tempel gezeigt.
8. Michaelikapelle (erbaut nach 1525)
Anders als in den neun übrigen Seitenkapellen ist hier der ursprüngliche gemauerte Altartisch erhalten geblieben. Daran sind noch heute Fragmente spätgotischer Bemalung, wahrscheinlich Seraphim, erkennbar. Dieser Altartisch diente als Vorbild für die Gestaltung des Volksaltares nach dem Zweiten Vatikanischen Konzil. Das Altarbild der Münchner Künstler Ludwig und Jakob Mutter von 1889 zeigt den Erzengel Michael als Drachentöter, begleitet von Gabriel, Raphael mit dem Pilgerstab und Tobias mit dem Fisch. In der Predella ist ein Marienbild zu sehen, das der Legende nach bei der Eroberung der Stadt Ofen im Jahr 1625 unversehrt aus dem brennenden Keller eines Hauses geholt wurde und bis zur Säkularisation in der Klosterkirche der Franziskaner untergebracht war. Das Glasfenster in dieser Kapelle wurde – im Gegensatz zu den übrigen Seitenkapellen – wie die Chorglasfenster von der Münchner Hofglasmalerei Franz Xaver Zettler gestaltet. Dem Fenster ist ein weitaus älteres Glasfragment eingefügt, welches die Geburt des Herrn zeigt. Die genaue Entstehungszeit dieses Glasgemäldes liegt im Dunkeln; auch in der Literatur finden sich hierzu widersprüchliche Angaben. Entweder entstand es bereits im Zusammenhang mit den Kreuzzügen, also im 12. oder 13. Jahrhundert, oder zur Erbauungszeit der Kirche. An der inneren Kapellenwand oberhalb des Schildbogens haben sich Reste eines Freskos aus dem 17. Jahrhundert erhalten. Abgebildet sind die Auferstehung Jesu Christi und der Stifter des Gemäldes. Die figurale und ornamentale Dekorationsmalerei in den Laibungen der Wandpfeiler stammt dagegen aus dem 16. Jahrhundert.
9. St.-Anna-Kapelle oder Maurer-und-Zimmerer-Kapelle (erbaut vor 1525)
Der Altar dieser Kapelle zeigt Relief der heiligen Mutter Anna, wie sie Maria das Lesen lehrt. Die Nebenfiguren stellen die Heiligen Elisabeth (links), Monika (rechts) und Augustinus (oben) dar. Unter der Mensa ruhen in einem Metallschrein des Dingolfinger Goldschmieds Fastlinger die Gebeine der Katakombenheiligen Faustina. Im Glasfenster ist die Heimsuchung Mariens dargestellt. Sehenswert sind außerdem die Fresken des Teisbacher Malers Markus Held aus dem Jahr 1770, welche an der Rückwand der Kapelle zu finden sind. Zu sehen ist wiederum, wie die Mutter Anna Maria das Lesen lehrt; außerdem ist der Tempelgang Mariens dargestellt.
10. Maria-Hilf-Kapelle oder Schmiede-und-Wagner-Kapelle (erbaut nach 1525)
Am Altar dieser Kapelle ist eine Kopie des Gnadenbildes Mariahilf von Lucas Cranach d. Ä. angebracht. Dieses wird von Engelsfiguren eingerahmt. Außerdem sind an dem Altar Reliefs bzw. Figuren der Vierzehn Nothelfer zu finden. Neben dem Altar wurde in der Zeit des Nationalsozialismus eine Figur des heiligen Bruder Konrad aufgestellt – aufgrund der Biografie des Heiligen wohl als stiller Protest gegen die damaligen Entwicklungen zu verstehen. An der Rückwand der Kapelle befindet sich ein großes barockes Tafelbild der Sieben Zufluchten.

### Orgel

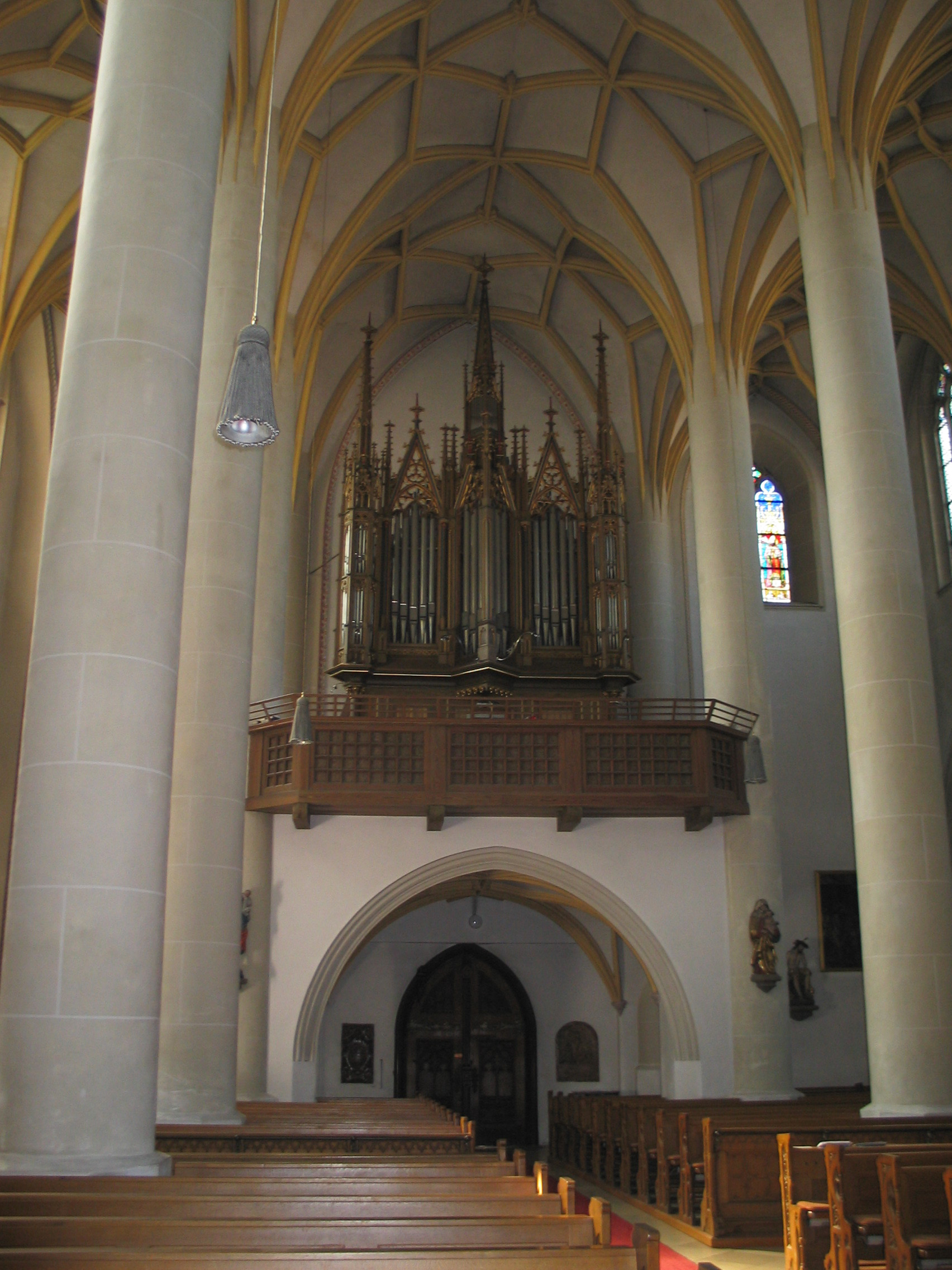
Blick zur Orgelempore

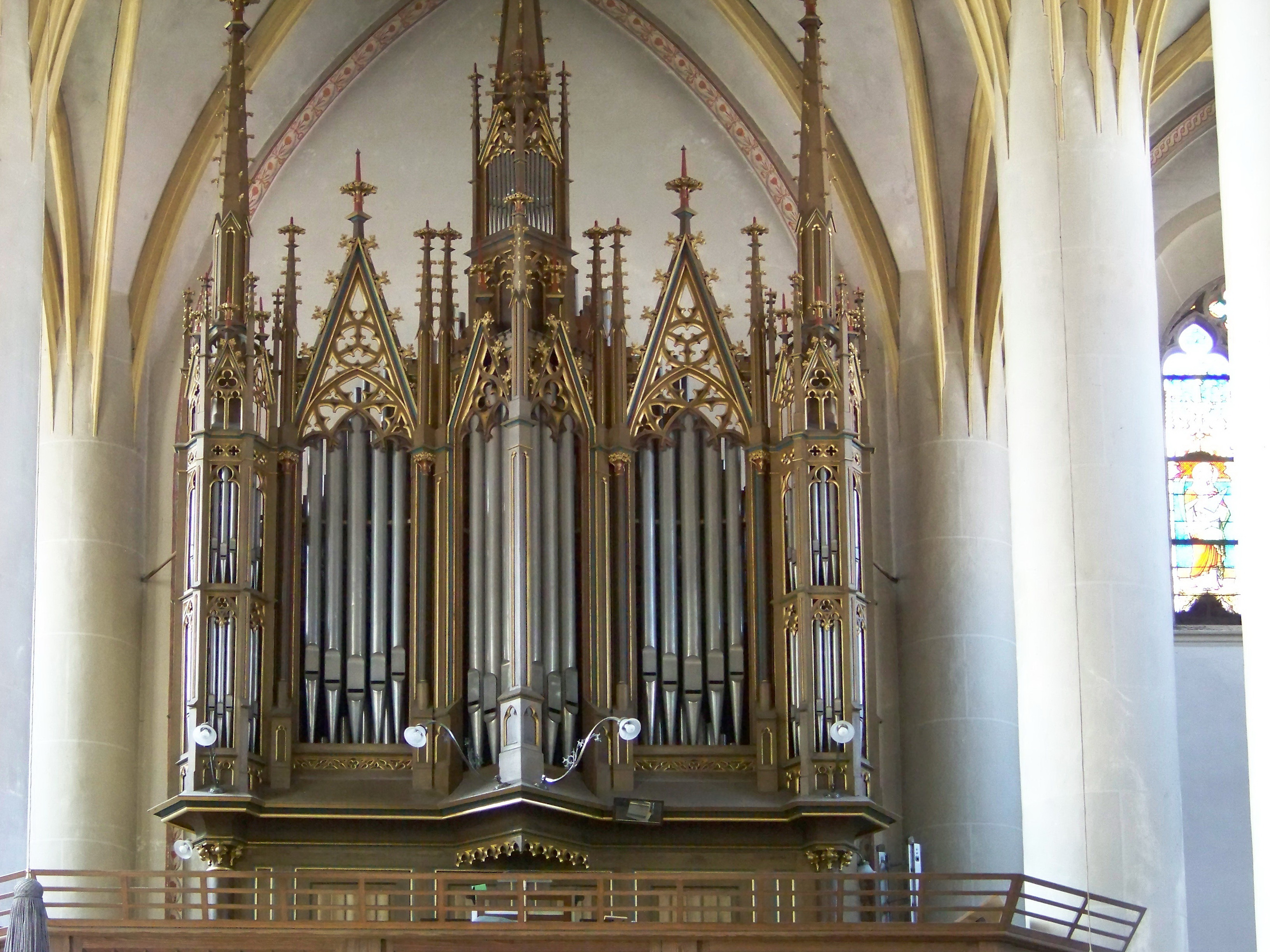
Steinmeyer-Orgel von 1884, umgebaut 1986 von Georg Jann

Die Orgel der Kirche wurde im Jahr 1884 als Opus 255 von G. F. Steinmeyer & Co. erbaut, welche die Breil-Orgel aus dem Jahr 1864 ersetzte. Das Kegelladen-Instrument mit mechanischer Spiel- und Registertraktur umfasste ursprünglich 29 Register auf zwei Manualen und Pedal. Im Jahr 1986 wurde es von Georg Jann aus Allkofen bei Laberweinting restauriert sowie – der Größe und Bedeutung der Kirche entsprechend – auf 34 Register erweitert (Register Nr. 21–25). Die heutige Disposition lautet wie folgt:
| I Hauptwerk C–f3 |                |        |
| 01.              | Bourdon        | 16′    |
| 02.              | Principal      | 08′    |
| 03.              | Gedackt        | 08′    |
| 04.              | Tibia          | 08′    |
| 05.              | Gemshorn       | 08′    |
| 06.              | Salicional     | 08′    |
| 07.              | Viola di Gambe | 08′    |
| 08.              | Octave         | 04′    |
| 09.              | Flöte          | 04′    |
| 10.              | Quinte         | 02 ⁄3′ |
| 11.              | Octave         | 02′    |
| 12.              | Mixtur IV-V    | 02′    |
| 13.              | Trompete       | 08′    |

| II Hinterwerk C–f3 |                  |         |
| 14.                | Geigenprincipal  | 08′     |
| 15.                | Hohlflöte        | 08′     |
| 16.                | Lieblich Gedackt | 08′     |
| 17.                | Dolce            | 08′     |
| 18.                | Aeoline          | 08′     |
| 19.                | Fugara           | 04′     |
| 20.                | Traversflöte     | 04′     |
| 21.                | Nasard           | 02 ⁄3′  |
| 22.                | Flöte            | 02′     |
| 23.                | Terz             | 01 3⁄5′ |
| 24.                | Quinte           | 01 ⁄3′  |
| 25.                | Mixtur IV        | 01 ⁄3′  |
| 26.                | Clarinette       | 08′     |

| Pedal C–d1 |              |         |
| 27.        | Principalbaß | 16′     |
| 28.        | Subbaß       | 16′     |
| 29.        | Violon       | 16′     |
| 30.        | Quintbaß     | 10 2⁄3′ |
| 31.        | Octavbaß     | 08′     |
| 32.        | Cello        | 08′     |
| 33.        | Flötbaß      | 04′     |
| 34.        | Posaune      | 16′     |

- Koppeln: I/II, I/P, II/P
- Spielhilfen: 4 Festkombinationen (p, mf, f, ff), Negativkombination

Im Jahr 2020 wurde durch die Fa. Jann, Allkofen, eine umfangreiche Reinigungs- und Sanierungsmaßnahme durchgeführt sowie eine neue Setzeranlage eingebaut.

### Glocken
In beiden Weltkriegen mussten die Glocken der Stadtpfarrkirche St. Johannes abgeliefert werden, kamen jedoch zum Teil nach Kriegsende wieder unbeschadet zurück. So sind noch insgesamt vier historische Glocken erhalten. Das Hauptgeläut besteht heute aus fünf Glocken mit der Tonfolge a0–c1–d1–f1–a1, dem sogenannten Parzivalmotiv. Die daran beteiligten Glocken hängen in dem großen Glockenstuhl ein Geschoss oberhalb der Turmuhren. Zusätzlich ist noch eine sechste Glocke vorhanden, die Sterbe- und Zügenglocke, welche die kleinste ist und nur solistisch geläutet wird. Die Glocken im Einzelnen:
| Nr. | Name                       | Gussjahr    | Gießer                                  | Gewicht | Schlagton |
| --- | -------------------------- | ----------- | --------------------------------------- | ------- | --------- |
| 1   | Christkönigsglocke         | 1950        | Johann Hahn, Landshut                   | 3384 kg | a0        |
| 2   | Maria Königin des Friedens | 1950        | Johann Hahn, Landshut                   | 1922 kg | c1        |
| 3   | Dreifaltigkeitsglocke      | 1704        | Johann Gordian Schelchshorn, Regensburg | 1420 kg | d1        |
| 4   | Mutter-Gottes-Glocke       | 1704        | Johann Gordian Schelchshorn, Regensburg | 0935 kg | e1        |
| 5   | Johannesglocke             | 1704        | Johann Gordian Schelchshorn, Regensburg | 0550 kg | g1        |
| 6   | Sterbe- und Zügenglocke    | spätgotisch | ?                                       | 0132 kg | a2        |

## Umgebung
Am nordwestlichen Strebepfeiler der Stadtpfarrkirche ist ein Steinrelief zu sehen, welches aus der Erbauungszeit der Kirche oder gar noch vom Vorgängerbau stammt. Auch über die dargestellte Szene ist die Literatur uneins. Entweder handelt es sich um Jesus Christus und den ungläubigen Thomas oder um die Schlüsselübergabe Jesu an Petrus. Südlich des Turmes befindet sich unter einem Pultdach eine mit zahlreichen Figuren versehene Ölbergdarstellung aus dem Jahr 1789. An der Südostseite des Kirchengebäudes ist seit 1845 ein Missionskreuz angebracht, welches 2000 um eine Figur der Mater Dolorosa ergänzt wurde, die ebenfalls aus der Mitte des 19. Jahrhunderts stammt. Sowohl an der Außenmauer der Kirche als auch an der Ummauerung des ehemaligen Friedhofs sind zahlreiche alte Epitaphien zu sehen.
Südlich der Stadtpfarrkirche steht die kleine Kirche der Allerheiligsten Dreifaltigkeit, die auch als Schusterkapelle oder als Erasmikapelle bekannt ist. Der kleine spätgotische Bau entstand in der zweiten Hälfte des 15. Jahrhunderts und damit etwa gleichzeitig mit der Stadtpfarrkirche. Der kleine Dachreiter wurde 1895 aufgesetzt. Darin befindet sich die ehemalige Rathausglocke. Der neugotische Altaraufbau (ohne Figuren) war ursprünglich für die Expositurkirche in Frauenbiburg vorgesehen. Als er dort jedoch für nicht passend befunden wurde, arbeitete man ihn im Jahr 1876 für die Dreifaltigkeitskirche um. Er enthält spätgotische Figuren der thronenden Mutter Gottes mit Jesuskind, des heiligen Josef und der Heiligen Drei Könige. Im Gesprenge befindet sich eine Holzgruppe des Gnadenstuhls. Der Kreuzweg der Dreifaltigkeitskirche wurde 1930 von dem Kunstmaler Gottschalk aus Taufkirchen als Kopie des Kreuzwegs von Martin von Feuerstein in der Münchner Pfarrkirche St. Anna im Lehel gefertigt. Außerdem sind noch eine Pietà an der Südwand, welche aus dem 18. Jahrhundert stammt, und eine Figur des heiligen Josef mit Jesuskind aus dem 19. Jahrhundert, welche über dem Eingang auf der Westseite angebracht ist, von besonderem Interesse.
Im 17. Jahrhundert wurde das Kirchlein durch einen westlich angebauten Karner erweitert und im 19. Jahrhundert durch eine Lourdesgrotte ergänzt. Im Karner sind in zwei Nischenöffnungen an der Südwand zahlreiche bemalte und beschriftete Totenschädel, die meisten aus der Zeit von 1800 bis 1870 zu sehen. Mittig darüber befindet sich unter Glas ein Kruzifix mit der Mater Dolorosa. Zu beiden Seiten davon sind je zwei nach Bibelstellen gemalte, alte Bildtafeln zu sehen. Von links nach rechts sind dies: die Sterbestunde (Lk 12,46 ), der Eingang in die Seligkeit (Mt 25,34 ), der Sturz in die Verdammnis (Mt 25,41 ) und der Richterstuhl Gottes (Röm 14,12 ). Ganz oben verläuft quer über die ganze Südwand des Karners ein schmaler Fries, auf dem die Auferstehung der Toten beim Jüngsten Gericht und Jesus Christus, begleitet von zwei Posaunenengeln, dargestellt sind. Archäologische Untersuchungen haben 1974 ergeben, dass bereits zur Zeit des Vorgängerbaus der heutigen Pfarrkirche in deren südöstlichem Teil ein Karner existiert hat.
Der zur Kirche gehörende Pfarrhof ist ein stattlicher zweigeschossiger Barockbau mit hohem Walmdach, den der Dingolfinger Baumeister Georg Weigenthaler 1729 errichtet hat. Vom ehemaligen Friedhof aus ist er über ein repräsentatives Tor zugänglich.

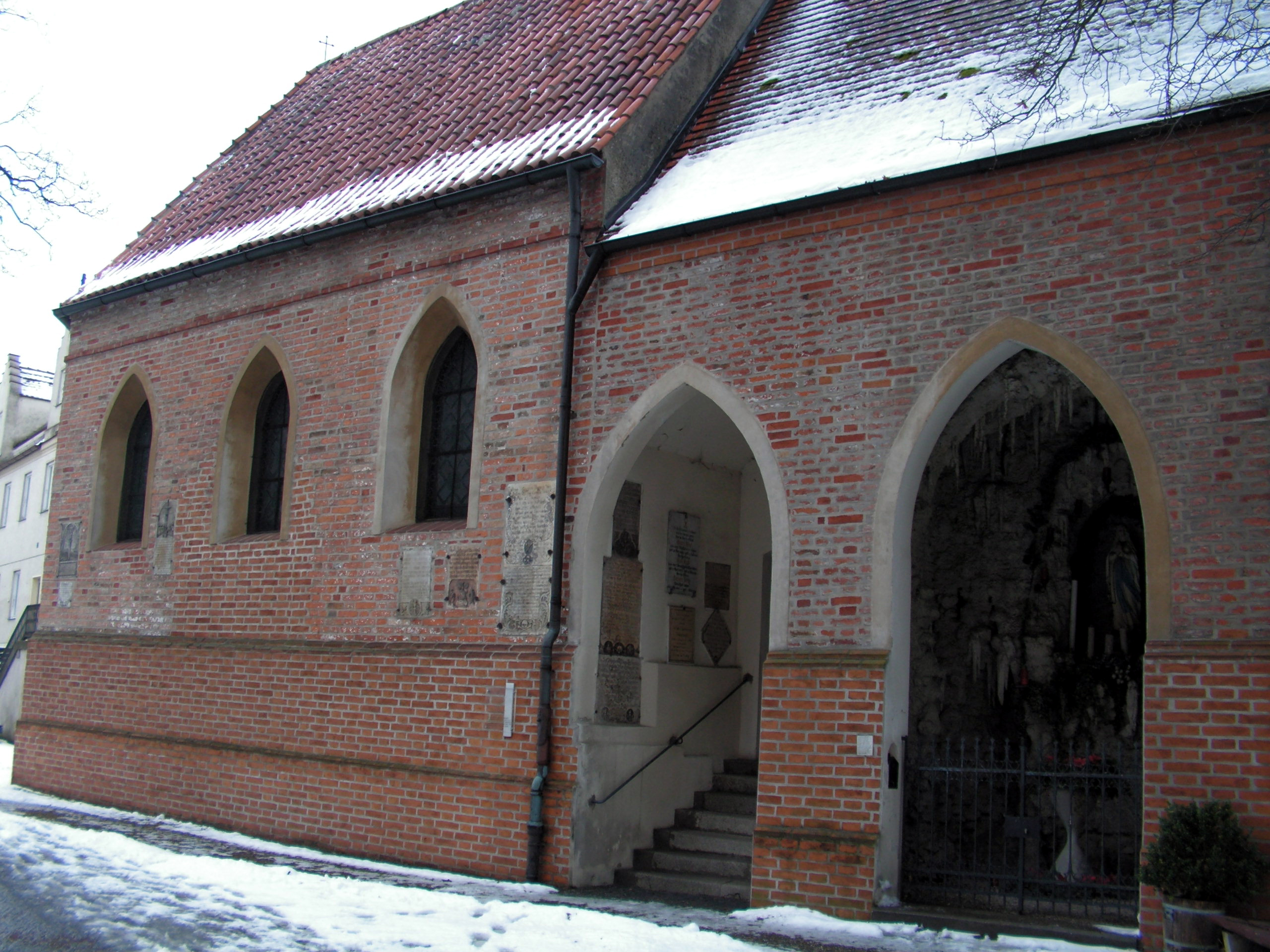
Schusterkapelle, südlich der Stadtpfarrkirche auf dem historischen Friedhof, mit angebautem Karner und Lourdesgrotte.
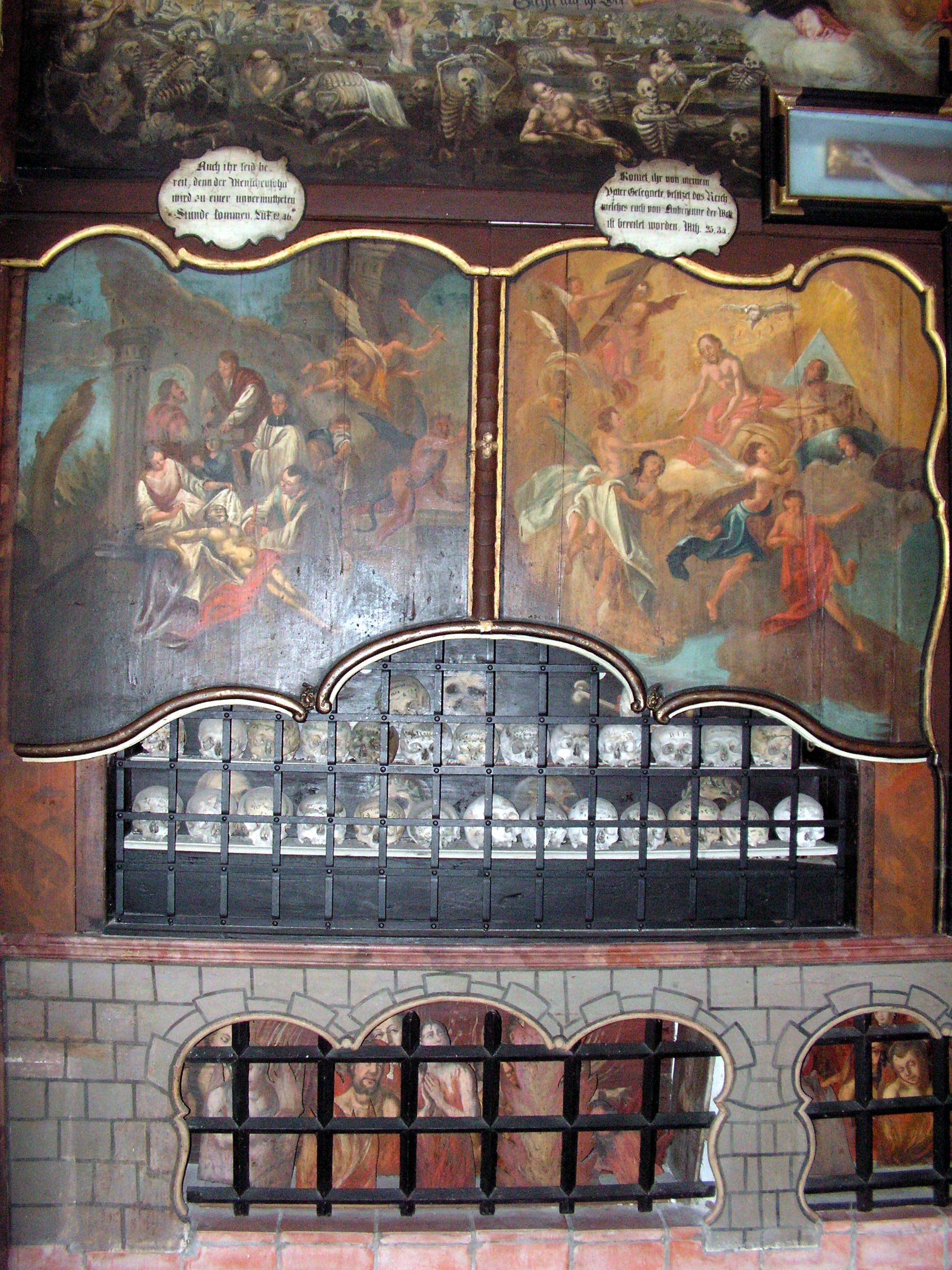
Barocker Karner der Schusterkapelle
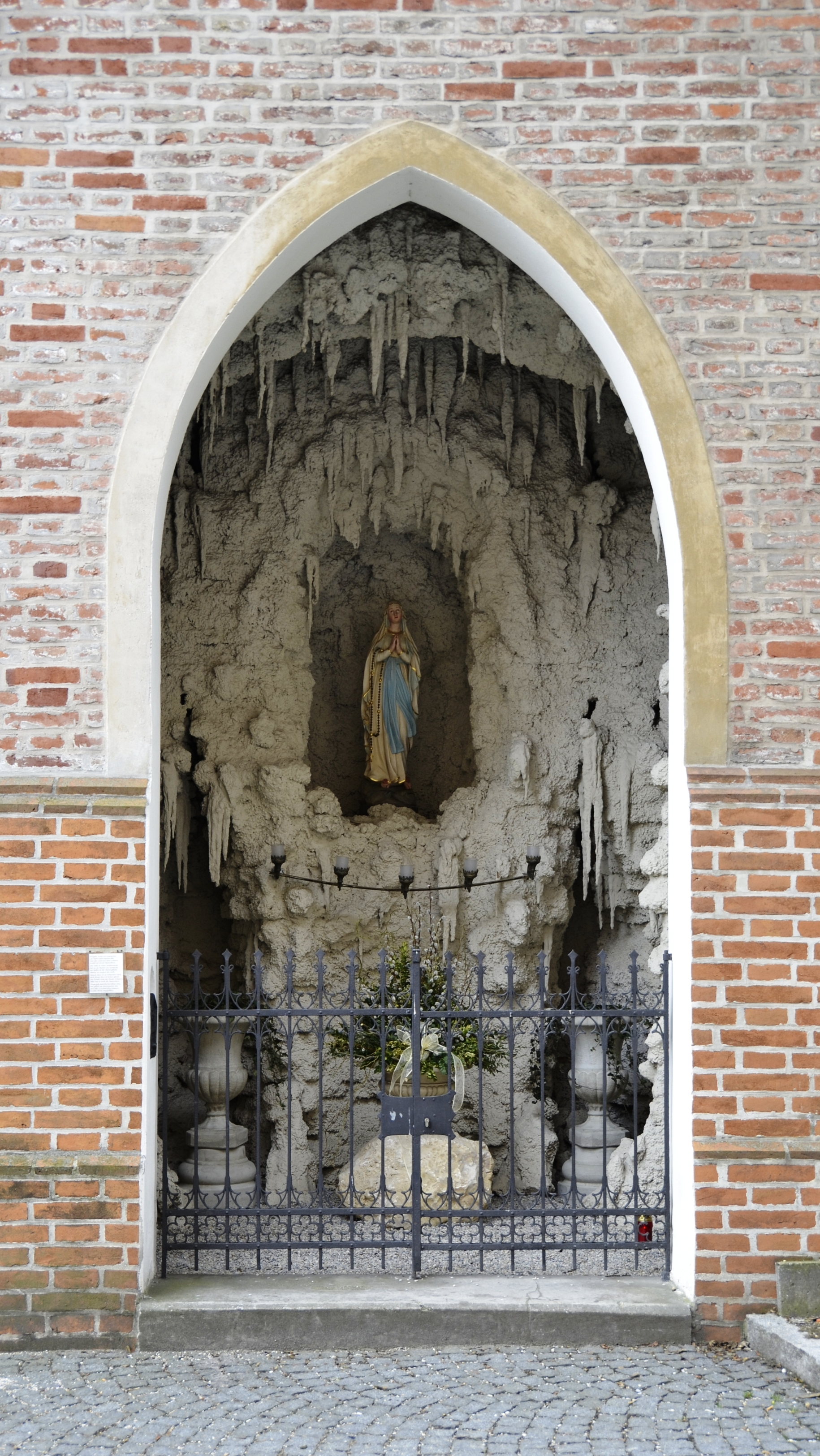
Lourdesgrotte aus dem 19. Jahrhundert
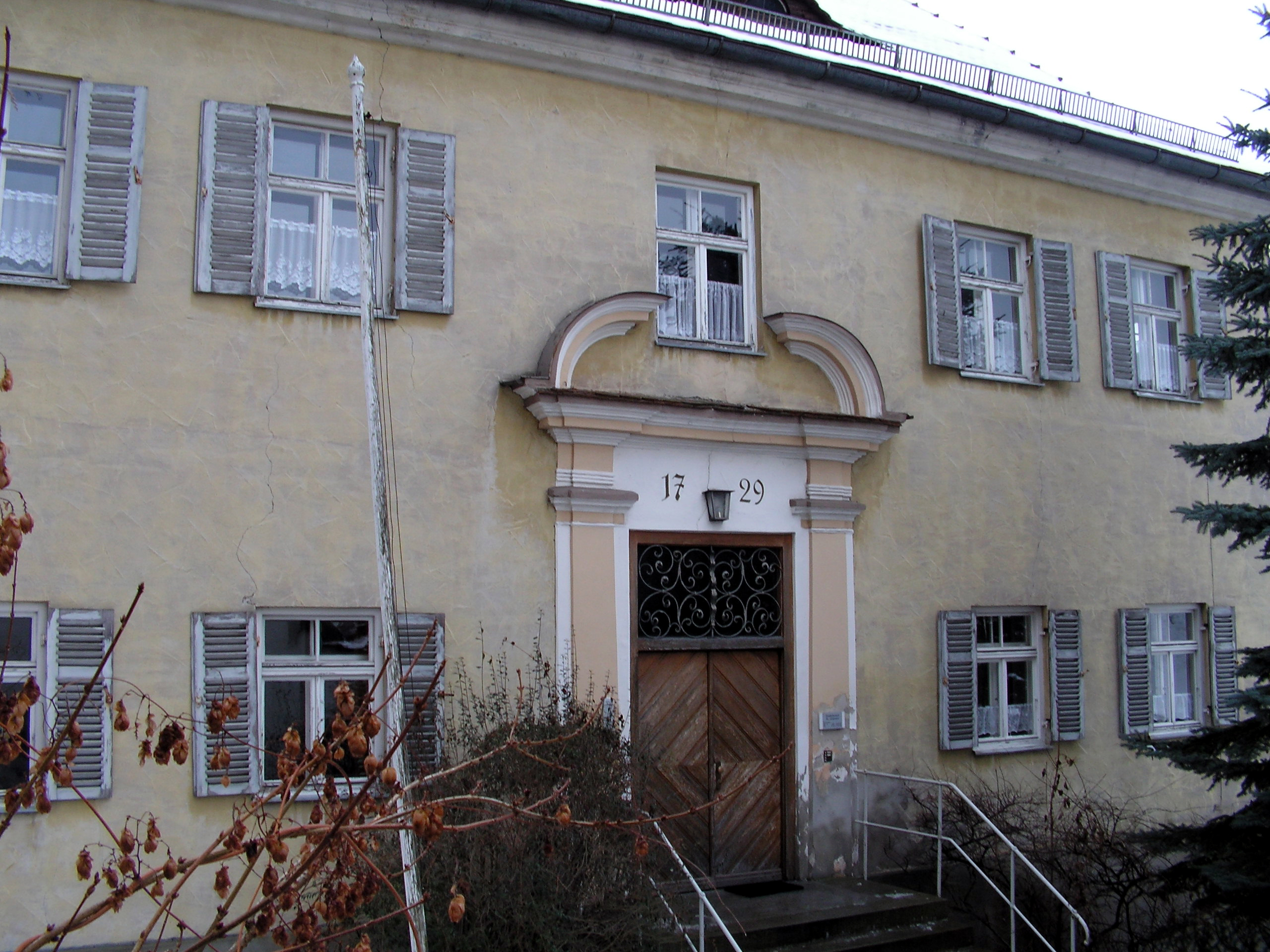
Pfarrhof vor der Restaurierung (2006)